# Bosra
Bosra (de vegades anomenada Bostra, en àrab بصرى) és una ciutat del sud de Síria, en la governació de Dar'a, capital de la fèrtil regió d'Hauran, situada a 150 km de Damasc, sobre un altiplà basàltic. La seva ciutat antiga fou declarada Patrimoni de la Humanitat per la Unesco el 1980. El 20 de juny de 2013, la Unesco inclogué tots els llocs sirians en la llista del Patrimoni de la Humanitat en perill per alertar sobre els riscos als quals estan exposats a causa de la Guerra Civil siriana.
Les seues roques negres, emprades en la construcció des de fa segles, confereixen a tota la zona una gran originalitat. A més, la resistència del basalt ha mantingut els monuments en un estat de conservació admirable.
Antiga capital de la província romana d'Aràbia i important etapa en l'antiga ruta caravanera de la Meca, Bosra conserva, tancats en les seues gruixudes muralles, un magnífic teatre romà del s. II, ruïnes nabatees, romanes i romanes d'Orient, i diverses mesquites.
La ciutat moderna s'ha desenvolupat sobre les restes de la ciutat antiga, pràcticament despoblada cap a finals del segle xix, per la qual cosa ambdues només tenen en comú el nom i les pedres de construcció. Però el fantasma de la gran ciutat antiga plana sobre les cases baixes, molt tancades cap a l'interior, sobre les mesquites, els minarets, les portes, les restes de velles cases i esglésies. Als carrerons estrets, les columnes antigues s'alcen als llocs més imprevists; i al centre hi ha l'enorme ciutadella àrab, construïda al voltant del teatre romà.
És seu de l'Arquidiòcesi Metropolitana de Bosra, Hauran i Jabal El-Arab del Patriarcat d'Antioquia.

## Història

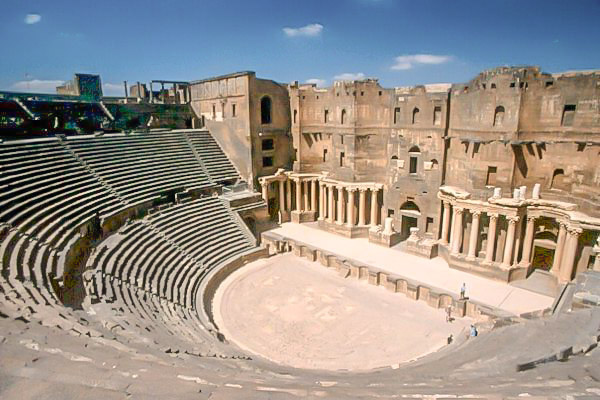
El teatre romà de Bosra

Bosra esdevingué un empori de riquesa. Pas obligat de les caravanes procedents d'Aràbia, la seua importància comercial era enorme, i arribà a tenir 50.000 habitants.
Esmentada per primera vegada en les Cartes d'Amarna (s. XIV ae) amb el nom de Busrana, no es desenvolupa realment fins al s. II ae, quan es converteix en la capital del nord dels nabateus, tot i que el títol oficial no l'hi donaren fins al s. I, amb Rabbel II.
El 106 esdevingué la capital de la província romana d'Aràbia Pètria, creada per Trajà després de l'annexió del Regne nabateu. En estar situada en una important via de comunicació, la Via Nova Trajana, més de 5.000 legionaris s'hi instal·laren, i aviat es convertí en la guarnició definitiva de la Legió III Cirenaica. Engrandida i embellida amb edificis públics organitzats al voltant d'un cardo i un decumanus, Trajà la rebatejà Nova Trajana Bostra entre 98 i 117. Durant aquest mateix segle, s'hi construí el gran teatre de 17.000 places, un dels majors de l'orient romà, que s'ha conservat quasi intacte fins als nostres dies.
Des de principis del segle iii, el cristianisme, en plena expansió, en modifica el paisatge urbà: s'hi construeixen moltes esglésies i una catedral dedicada als sants Sergi, Bacus i Lleonci.
Cap a l'any 500, en l'Imperi Romà d'Orient els bisbes i el clergat havien assumit moltes de les obligacions abans competència dels consells municipals. A Bosra el bisbe construí la presó, en la qual havia d'allotjar i alimentar els delinqüents que esperaven el seu juí.
Al s. VI Bosra fou la capital dels gassànides, una tribu àrab cristiana monofisista que formà un petit estat client de l'Imperi Romà d'Orient a la zona fronterera del desert sirià.
El monarca sassànida Còsroes II envaí Síria el 611; conquistà Jerusalem el 614 i Egipte el 619. Només el 628 aconseguí l'emperador Heracli derrotar els perses i restablir l'antiga frontera entre tots dos imperis. El 629 es negocià la retirada dels exèrcits perses de Síria i Egipte, i es restablí el domini romà d'Orient de les províncies recentment recuperades.
Segons la tradició musulmana, fou durant una visita a Bosra realitzada durant la seua joventut que Mahoma (ca. 570-632) fou introduït al monoteisme pel monjo cristià Bahira. Bosra fou la primera ciutat romana d'Orient d'importància a ser presa pels musulmans, l'any 634. No és clar si tenia una guarnició militar romana d'Orient, però sembla haver ofert poca resistència als invasors àrabs. Després de la conquesta de la ciutat, la zona esdevingué un camp de batalla entre musulmans i romans d'Orient, que es disputaven el control de Síria.
S'hi construïren trenta-sis mesquites, entre aquestes la d'Omar, i molts cristians es convertiren a l'islam. Els seljúcides governaren la ciutat des de finals del s. XI, li retornaren la prosperitat i la protegiren dels croats.
Nur al-Din Mahmud fortificà el teatre romà i el convertí en una autèntica ciutadella, que no fou conquistada fins a l'arribada dels mongols. Bàybars I la restaurà al 1261.
Quan la ruta de la Meca es desvià de Bosra, en part per evitar el bandolerisme a la zona d'Hauran, la ciutat perdé importància i quedà reduïda a un petit poble, que no tornà a cobrar auge fins que, el 1886, milers de drusos s'hi instal·laren.

## Galeria

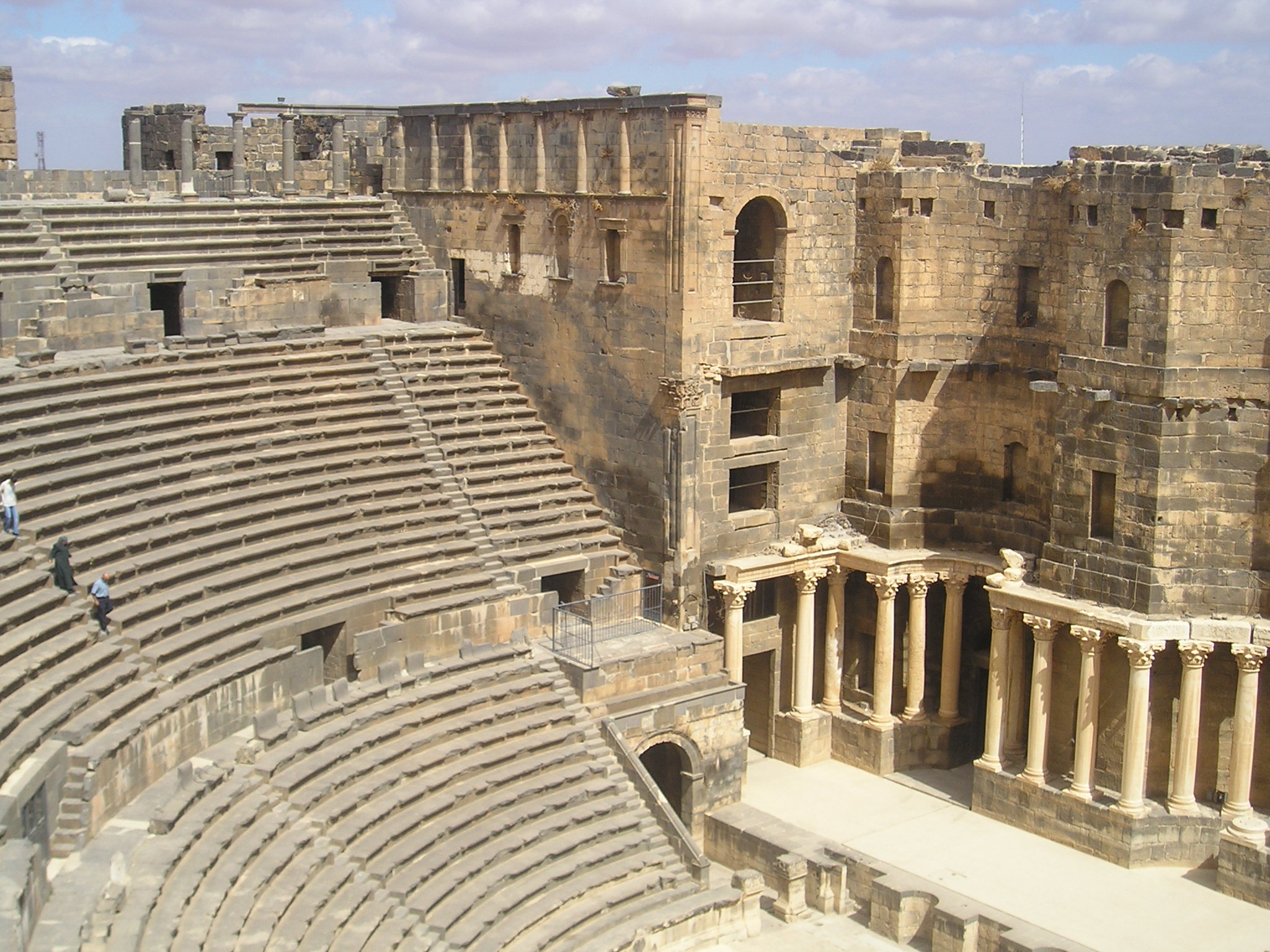
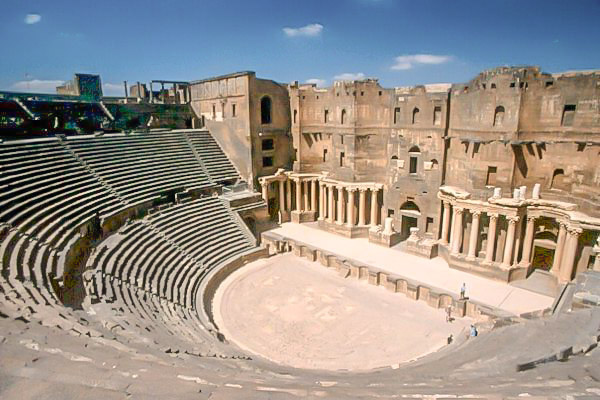
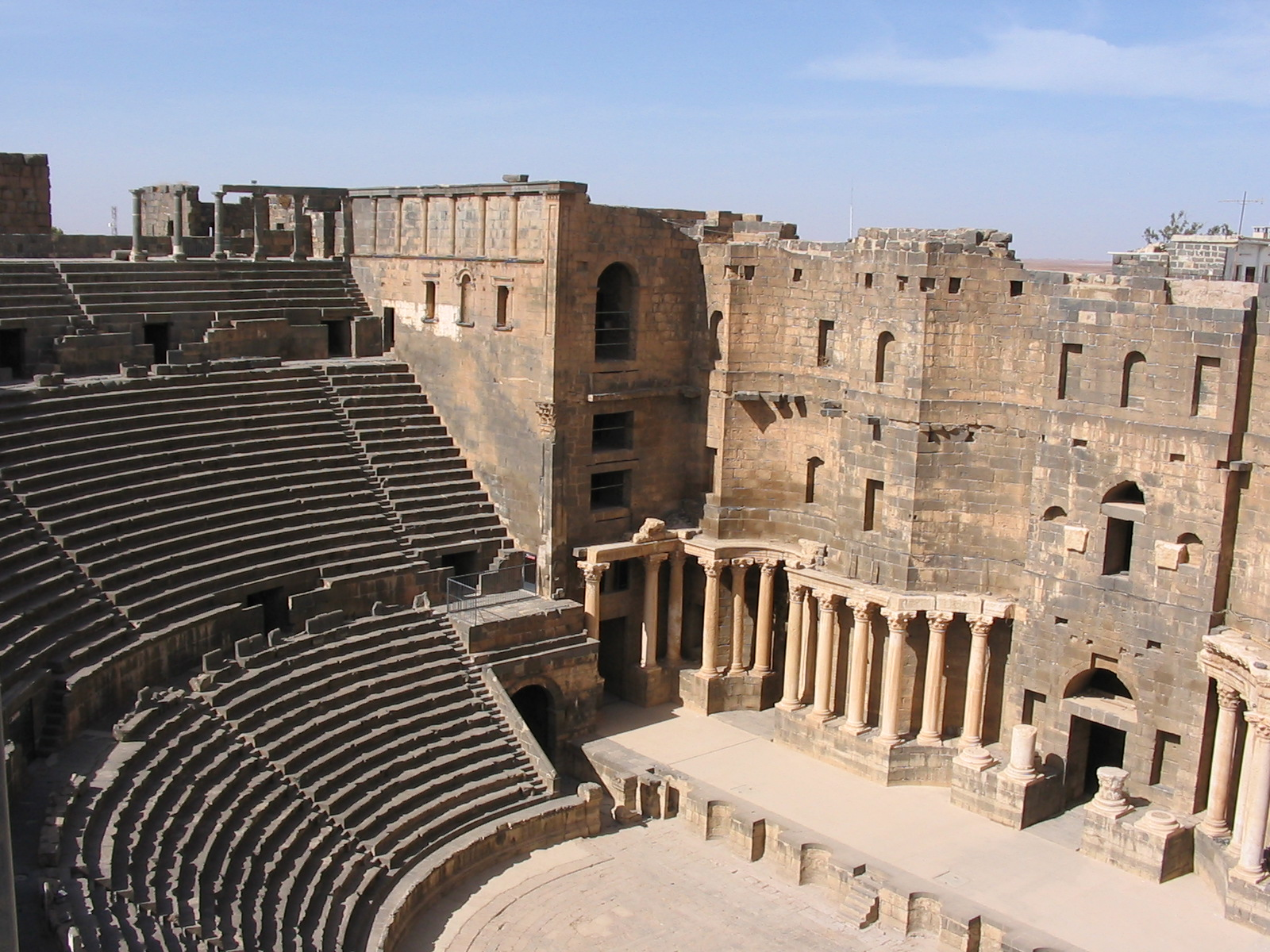
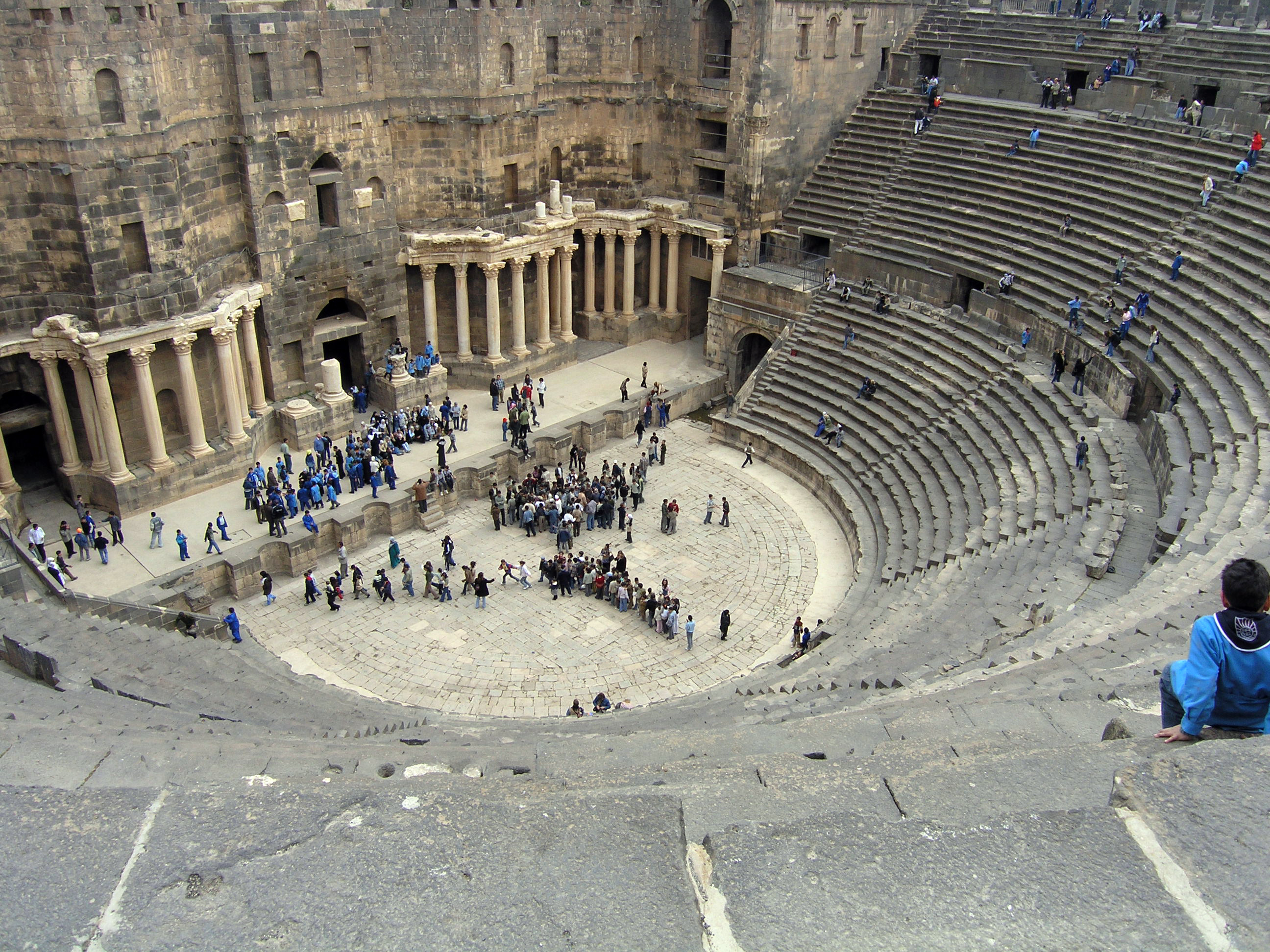
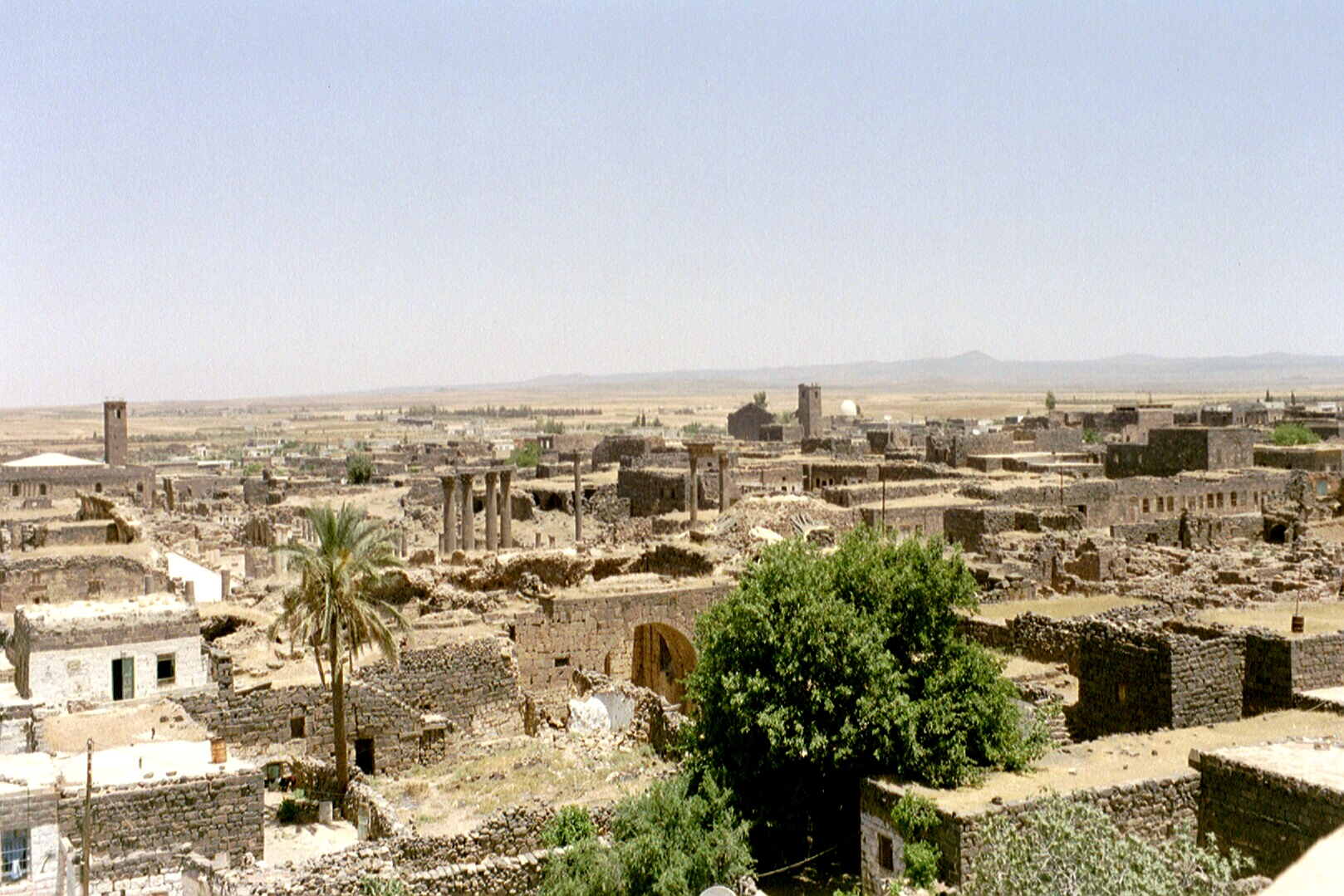
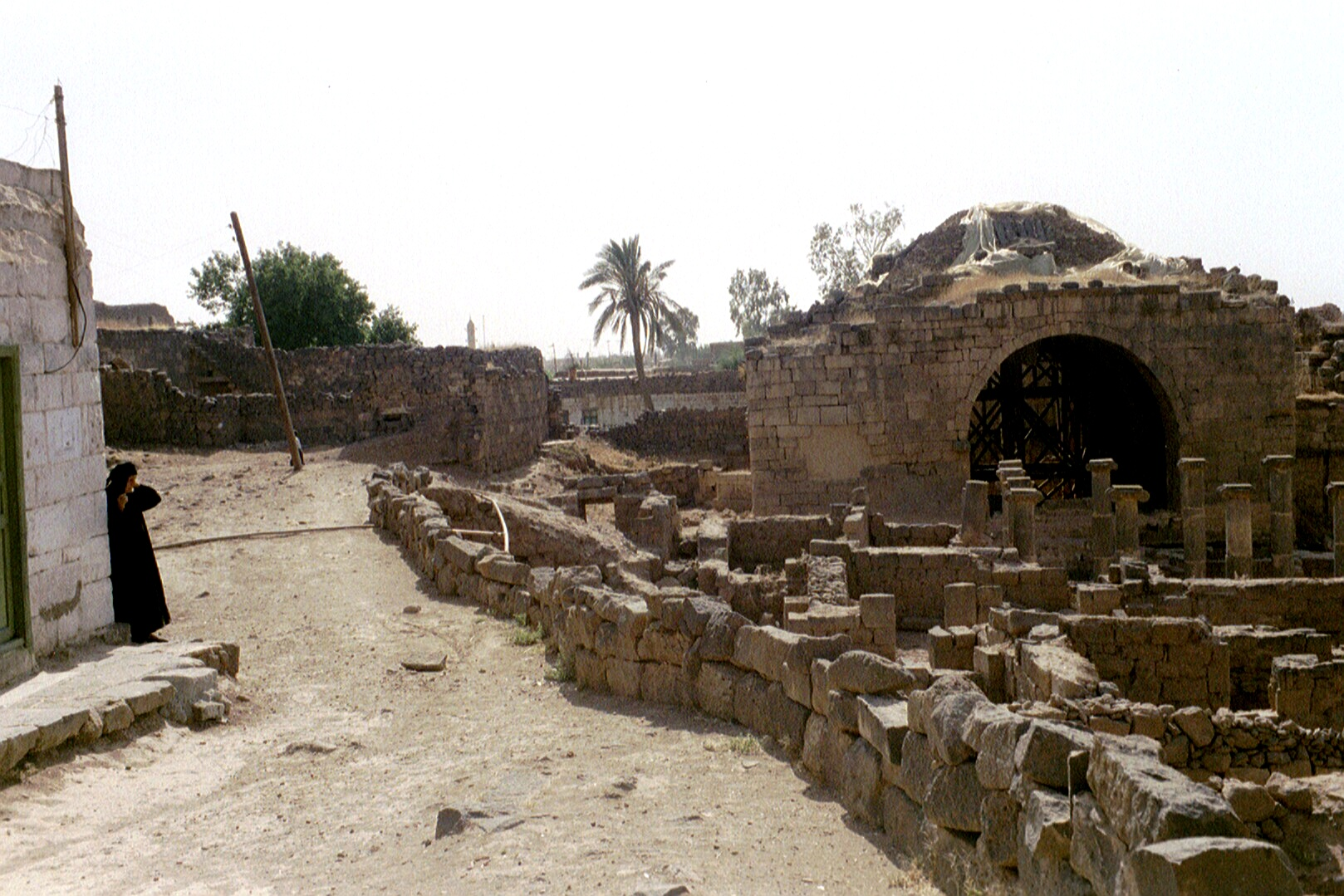
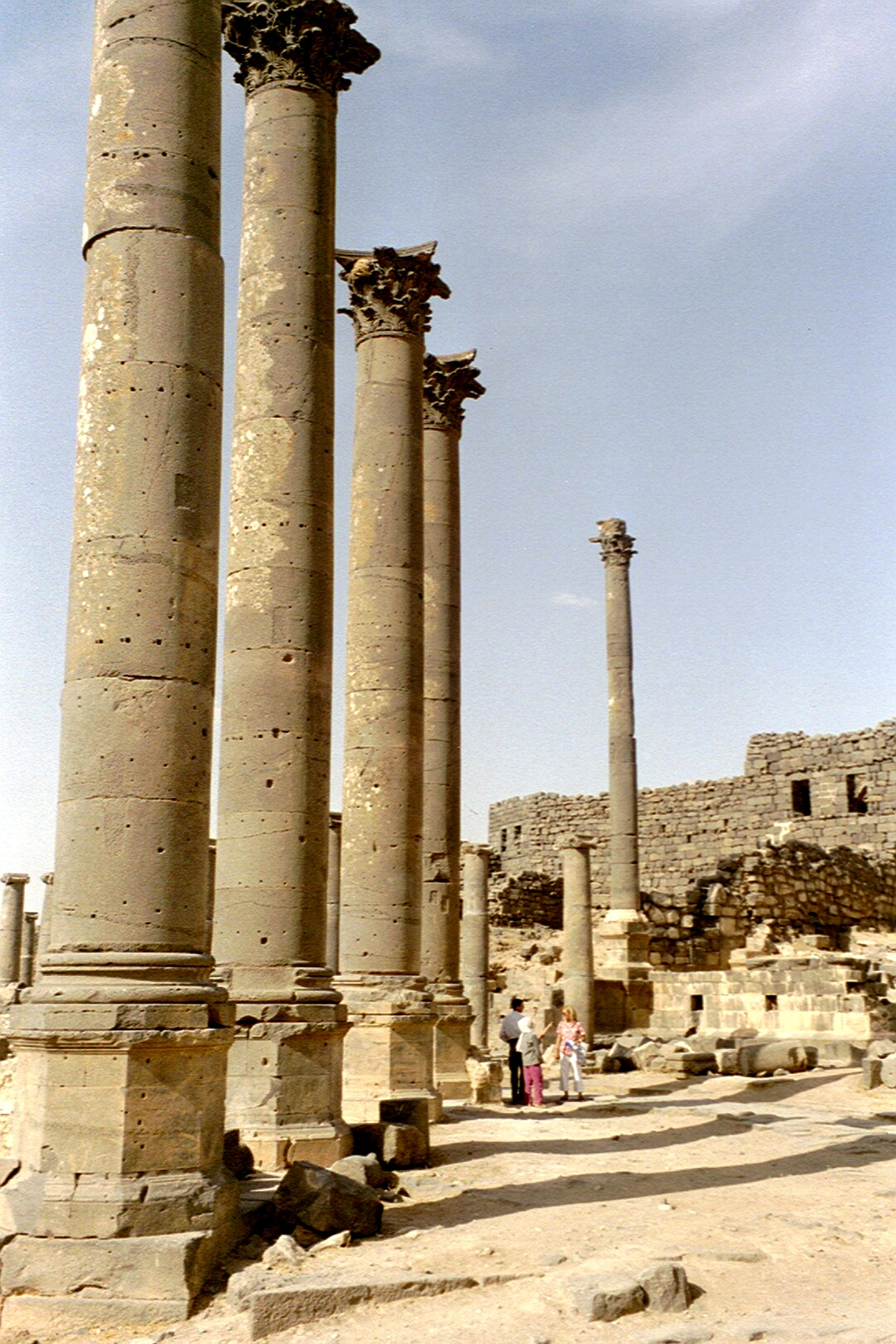
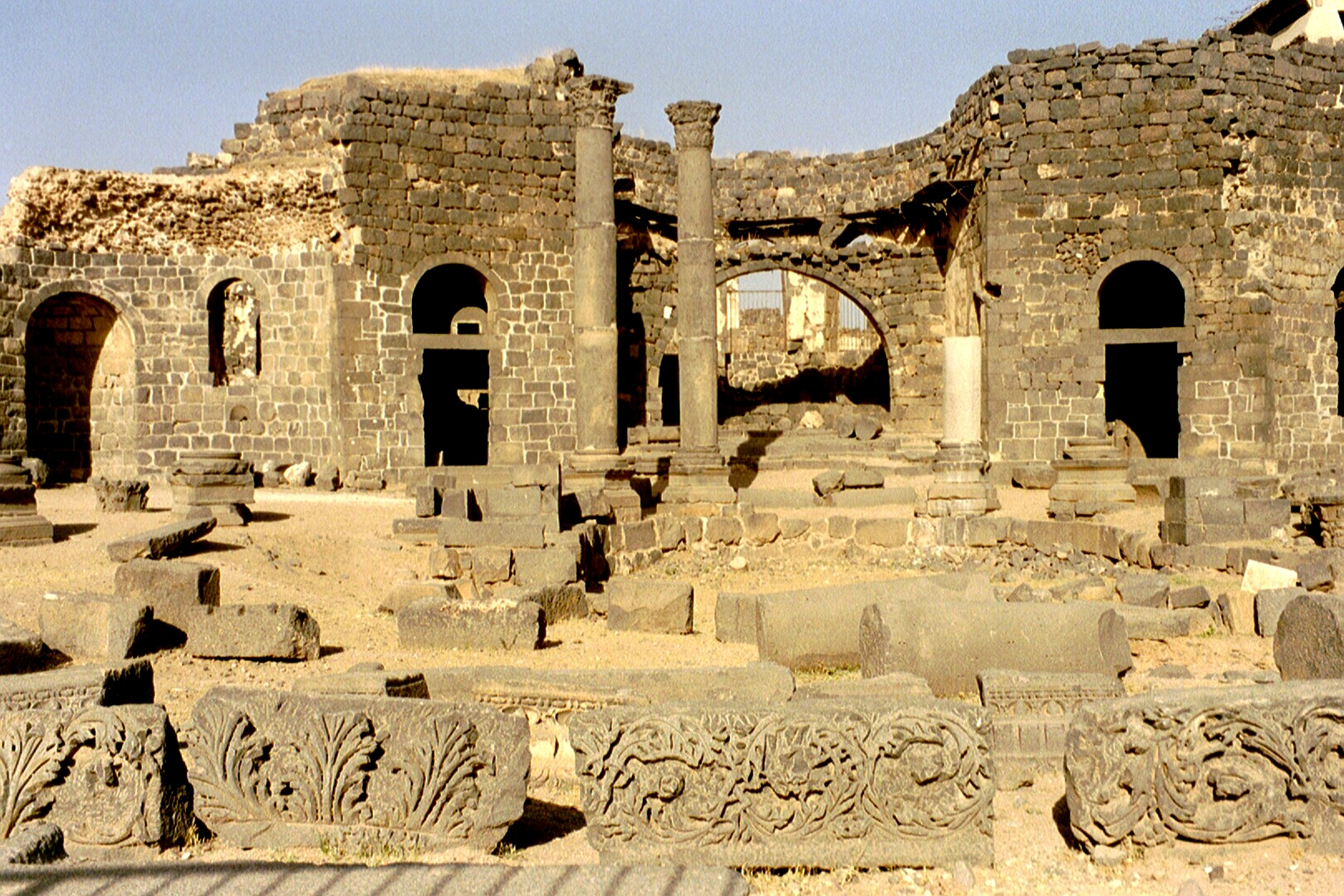
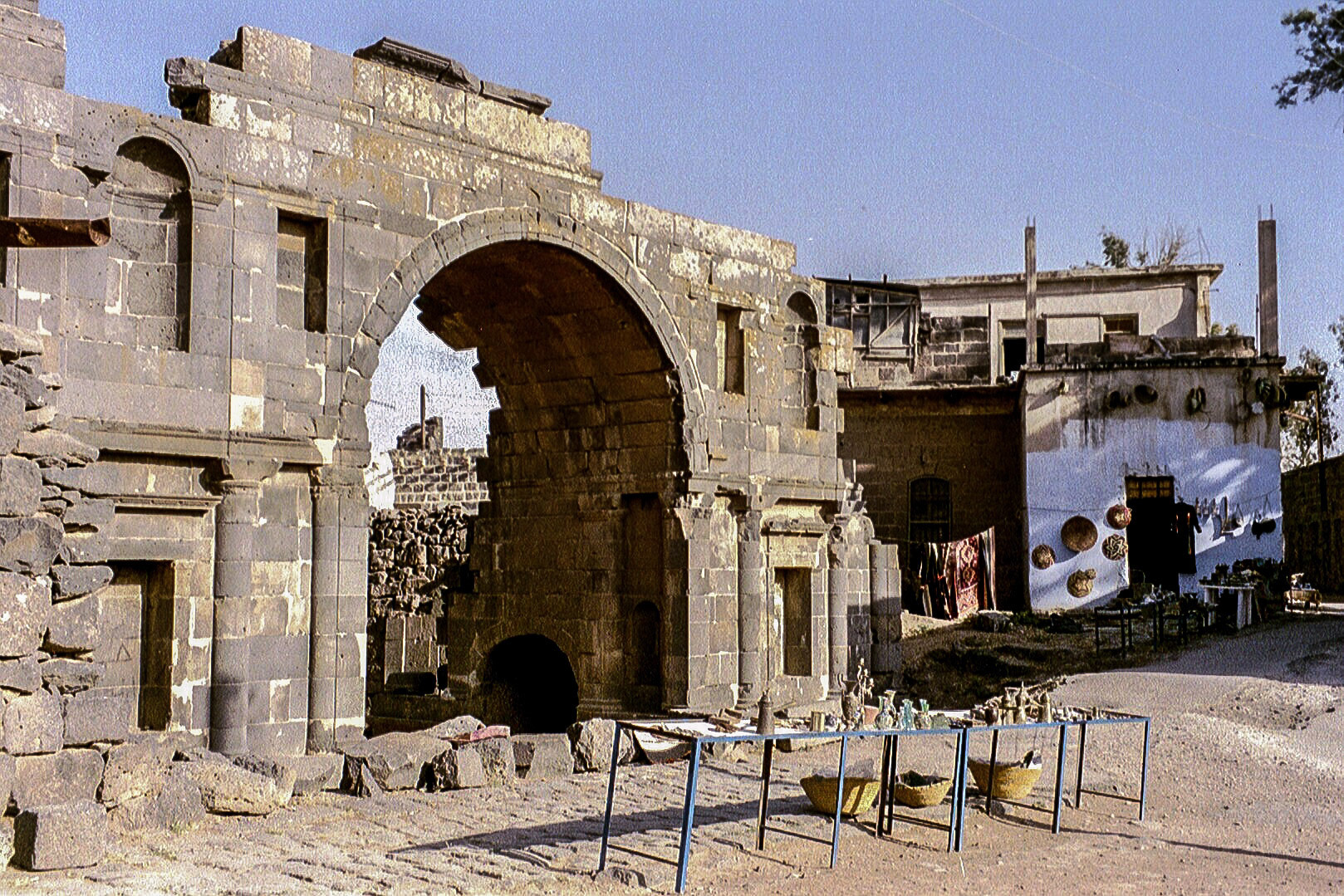
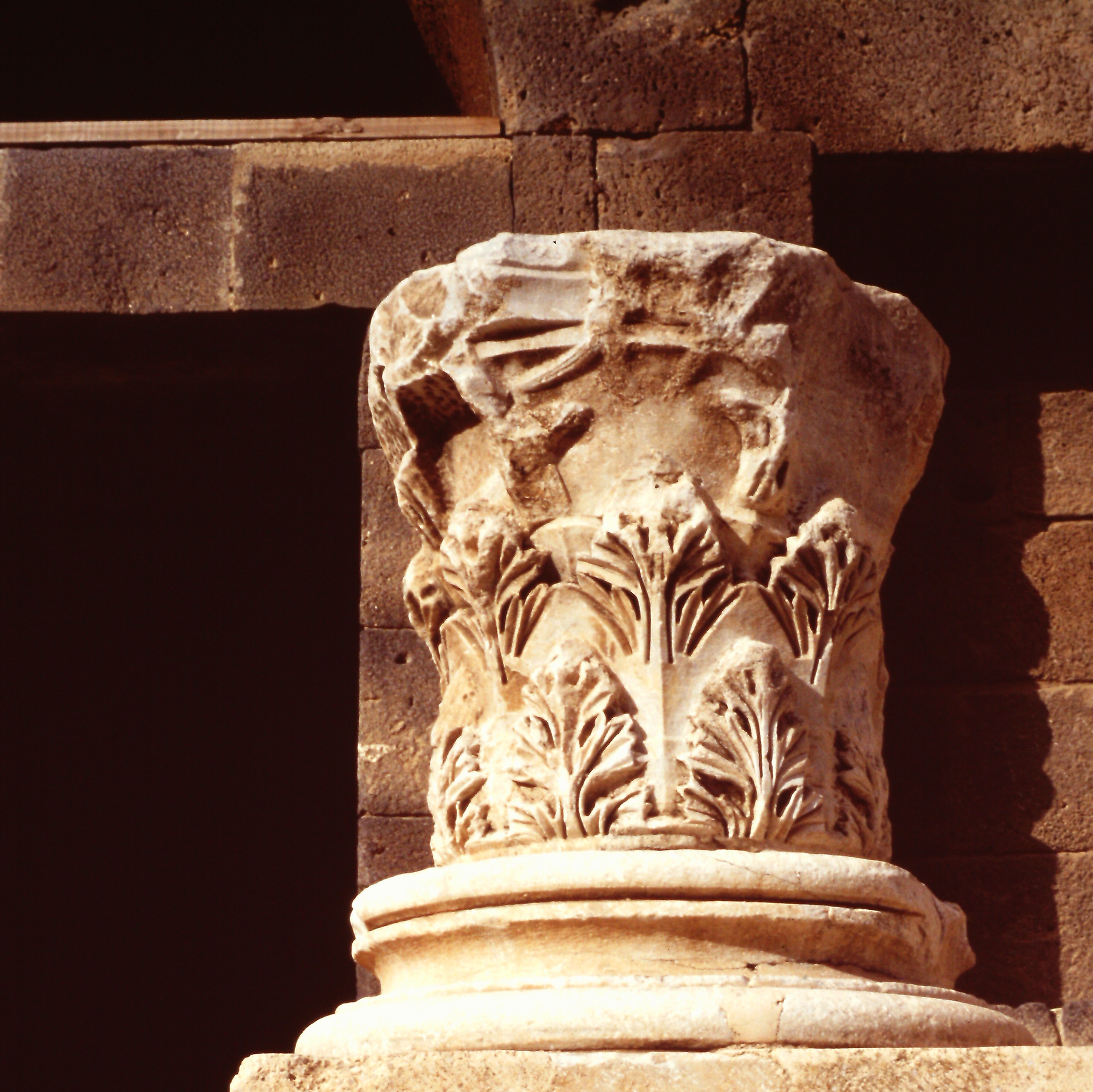
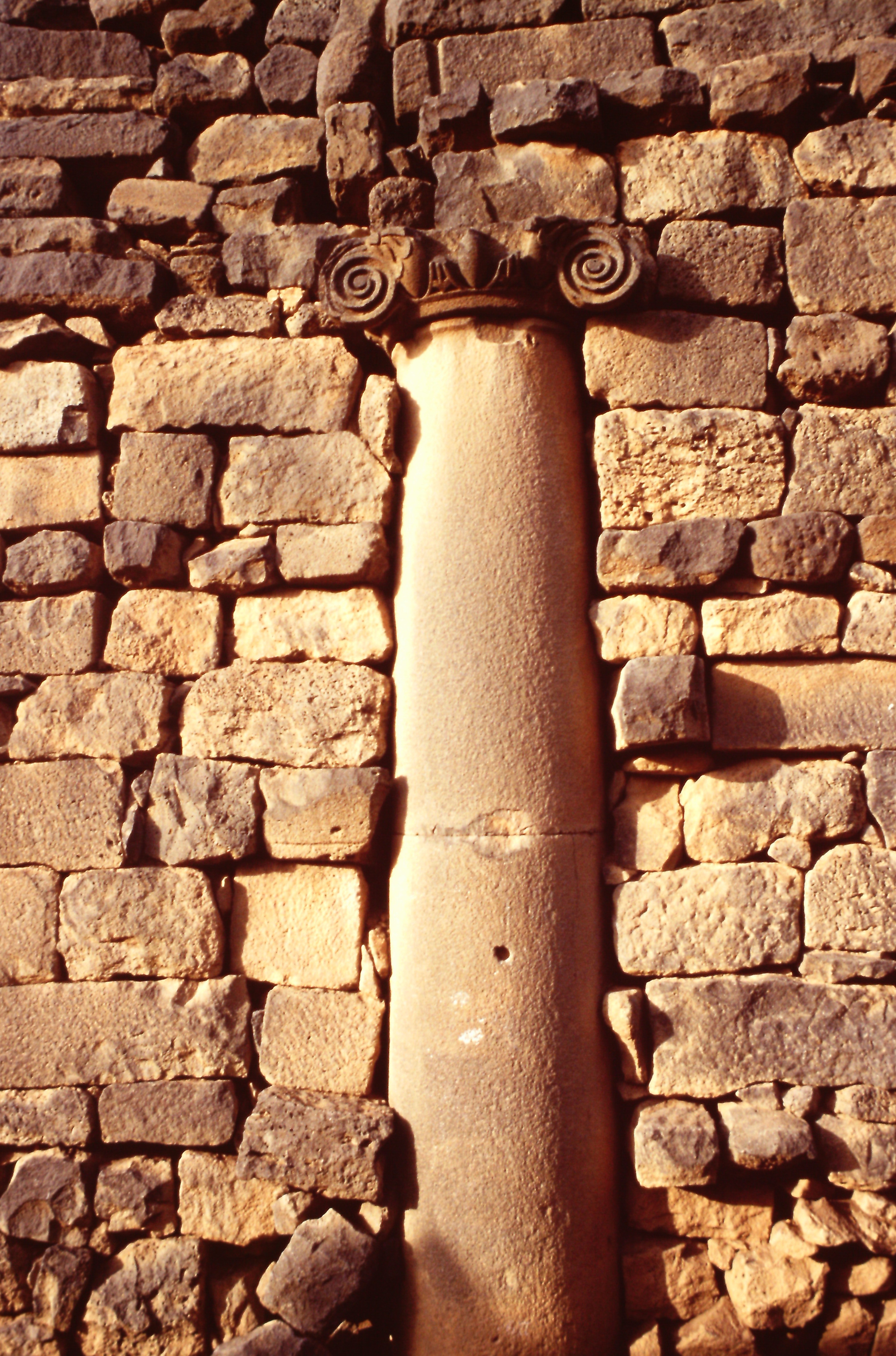
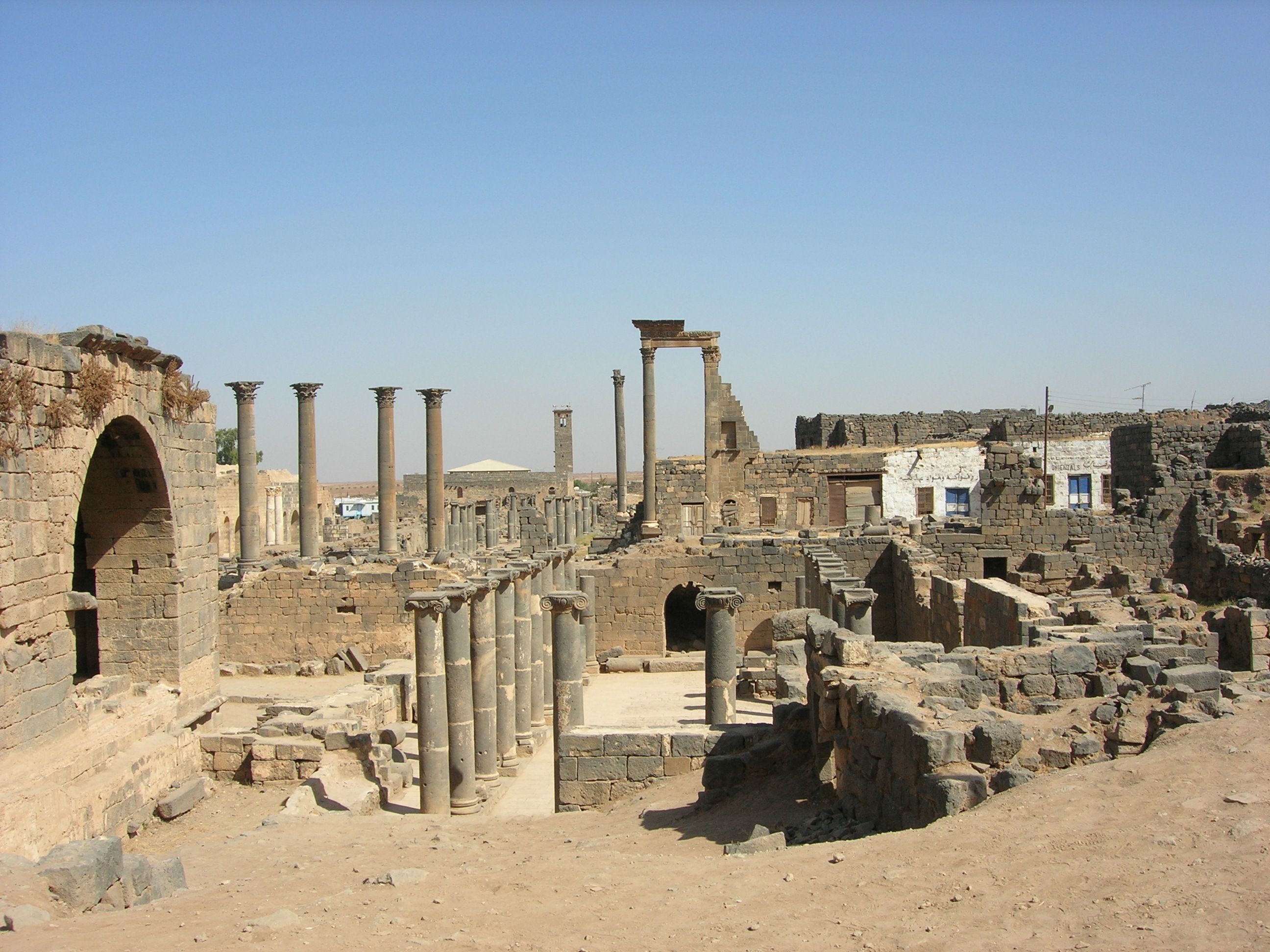
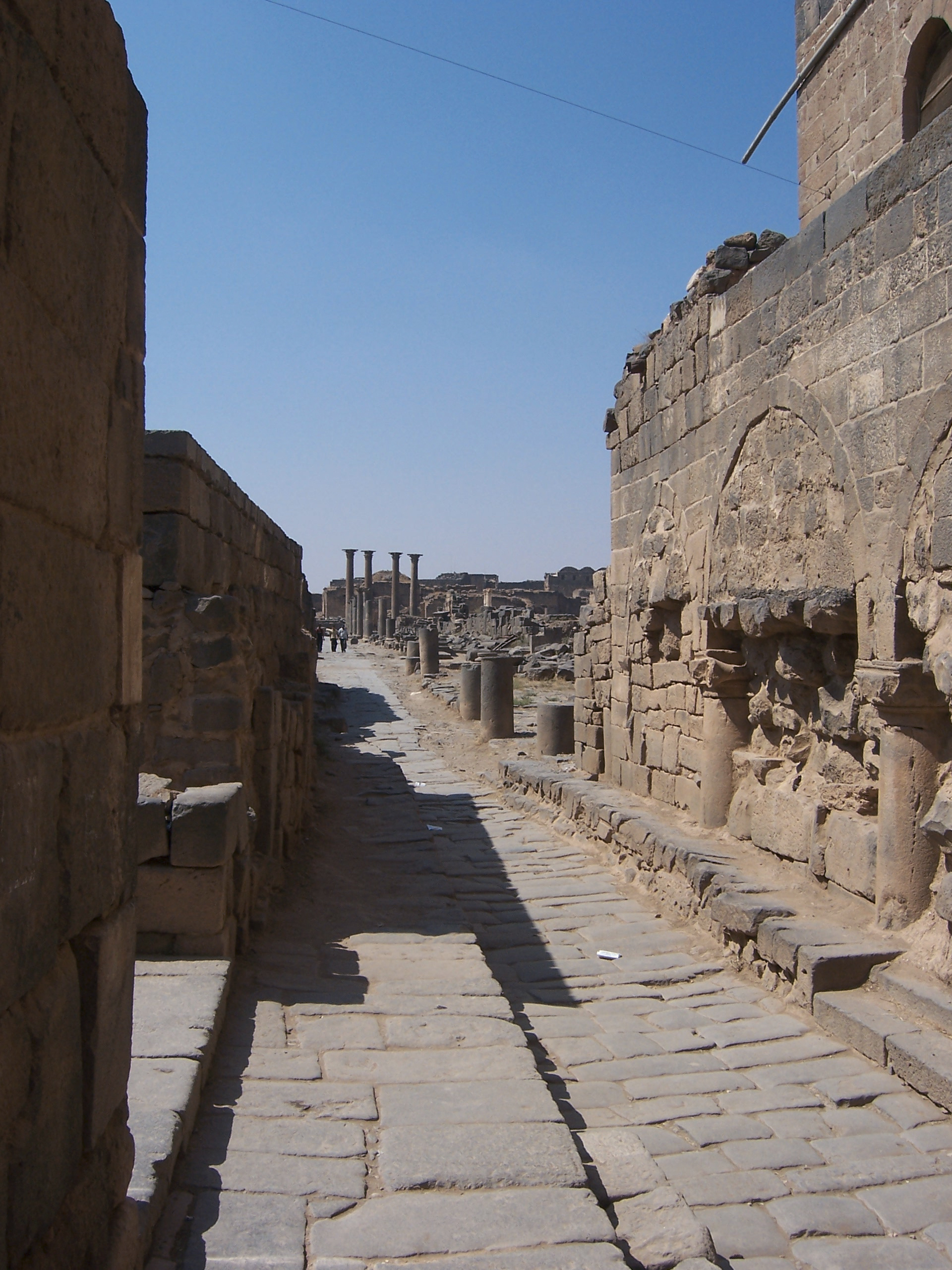
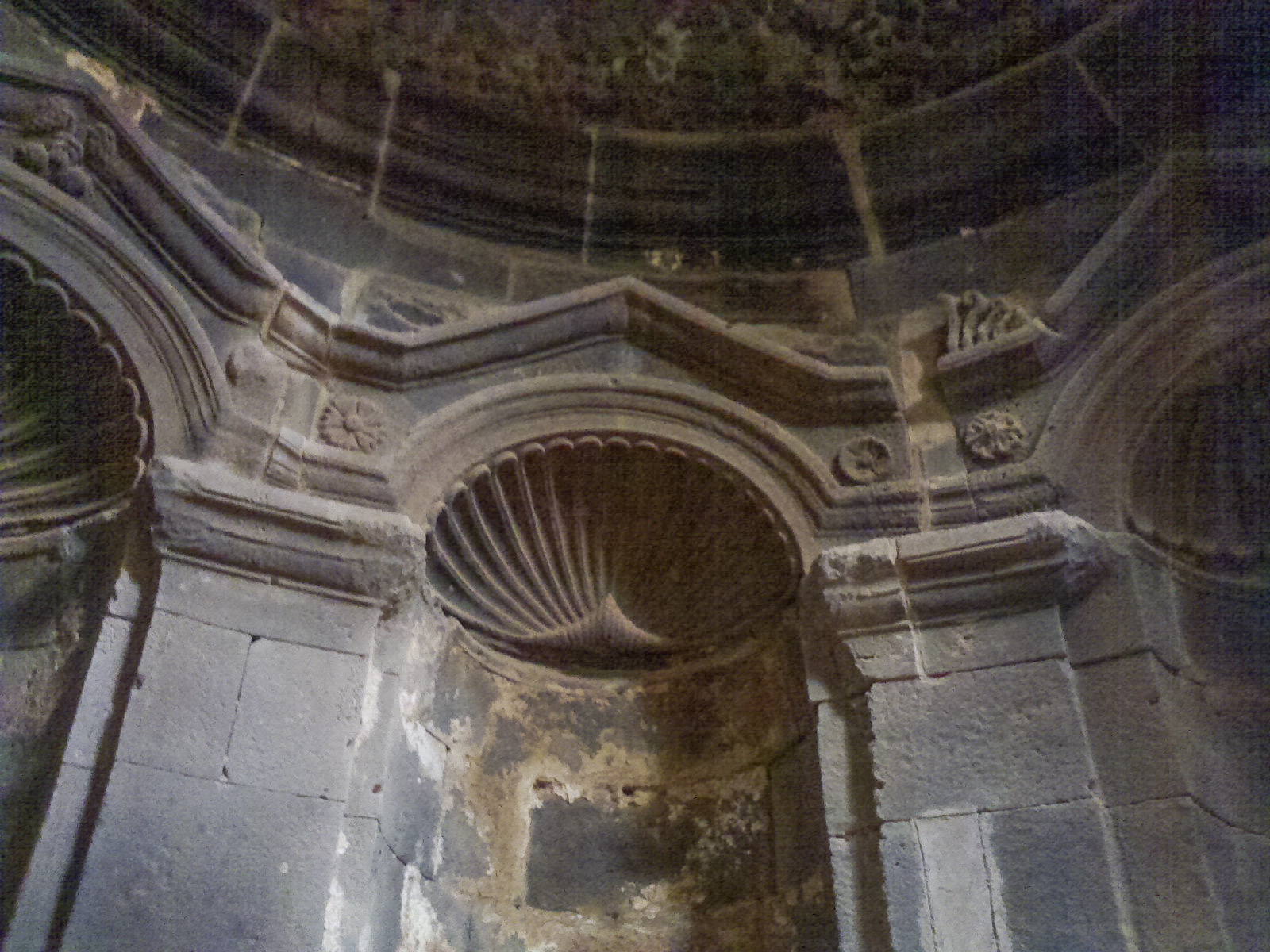
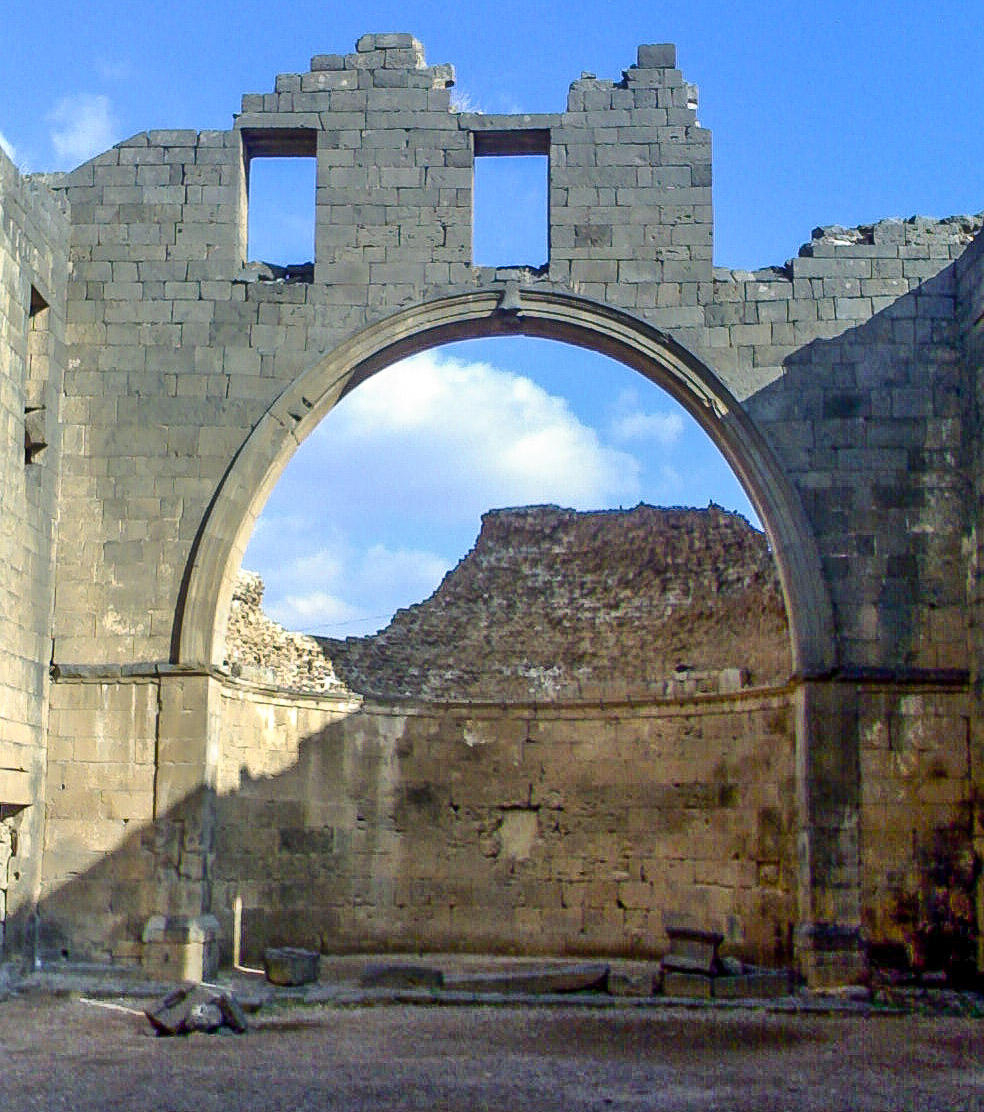
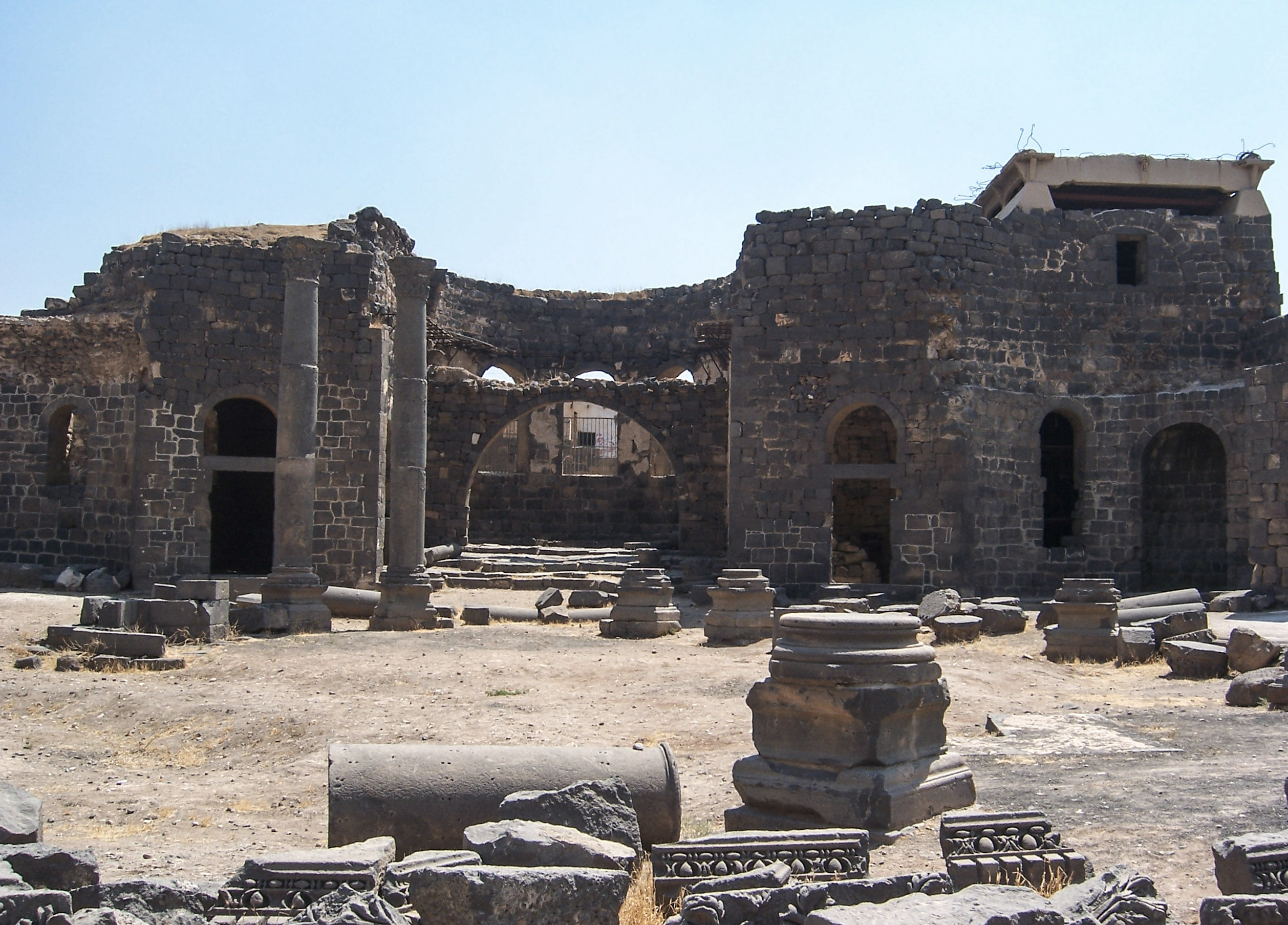
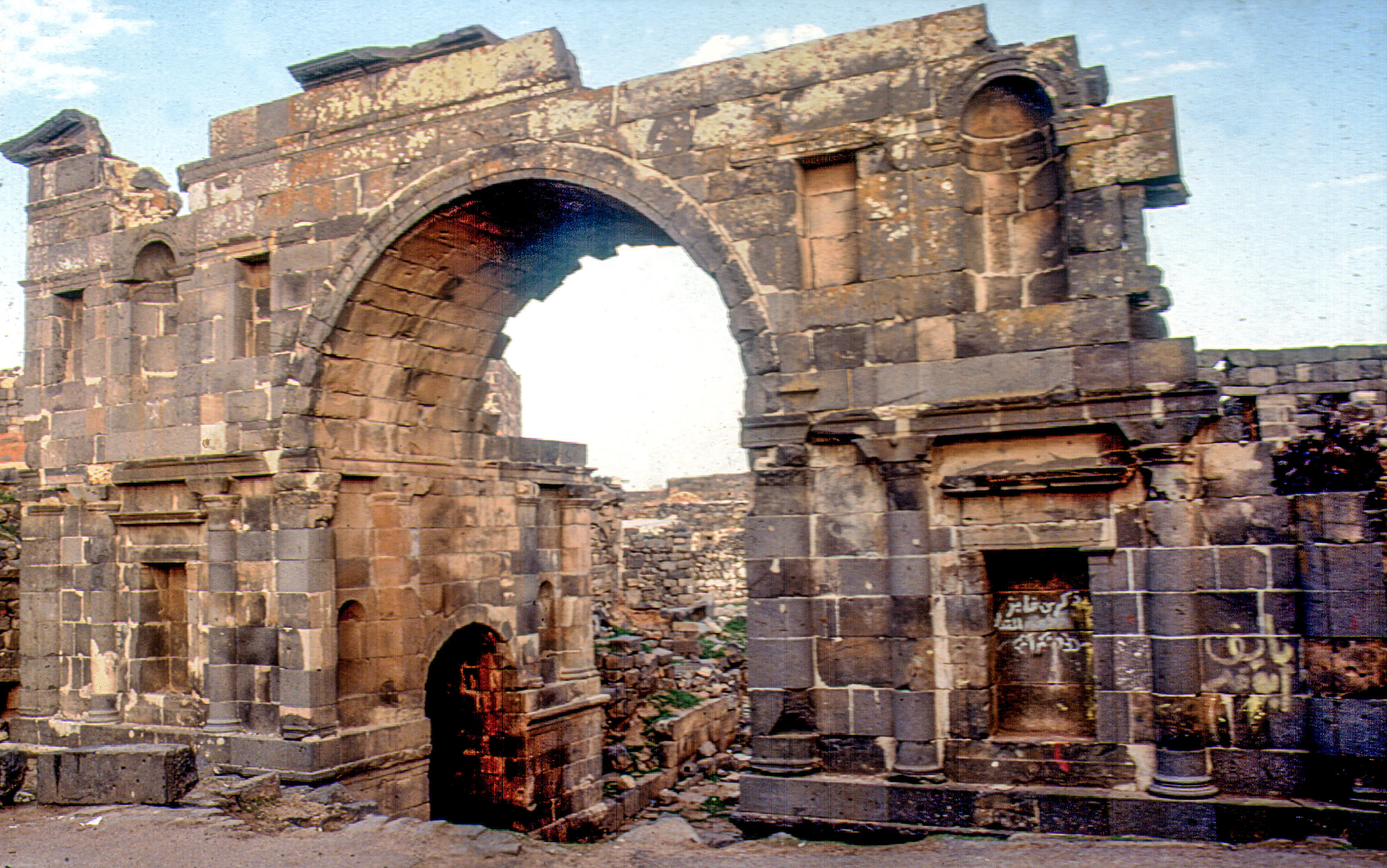
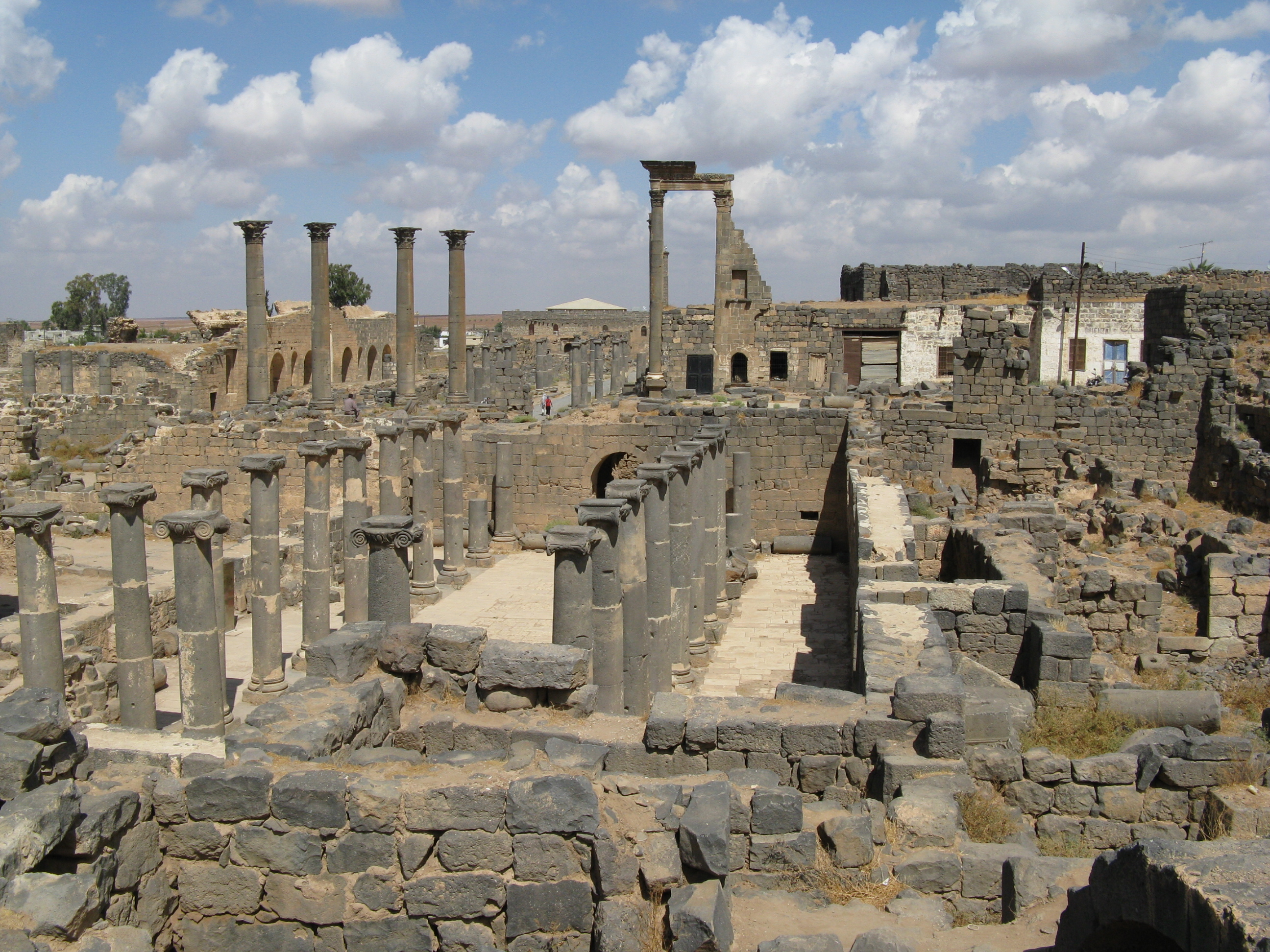
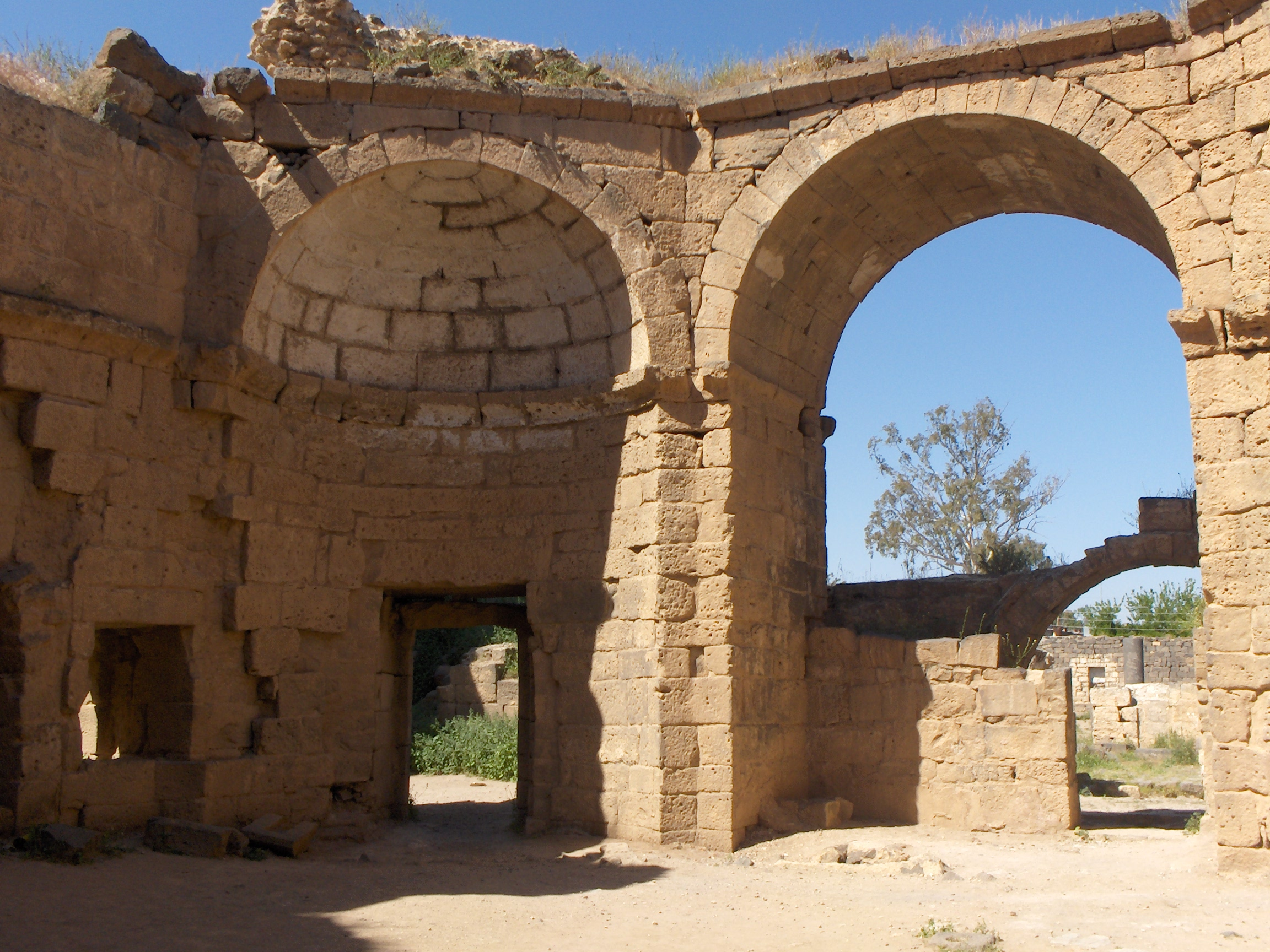
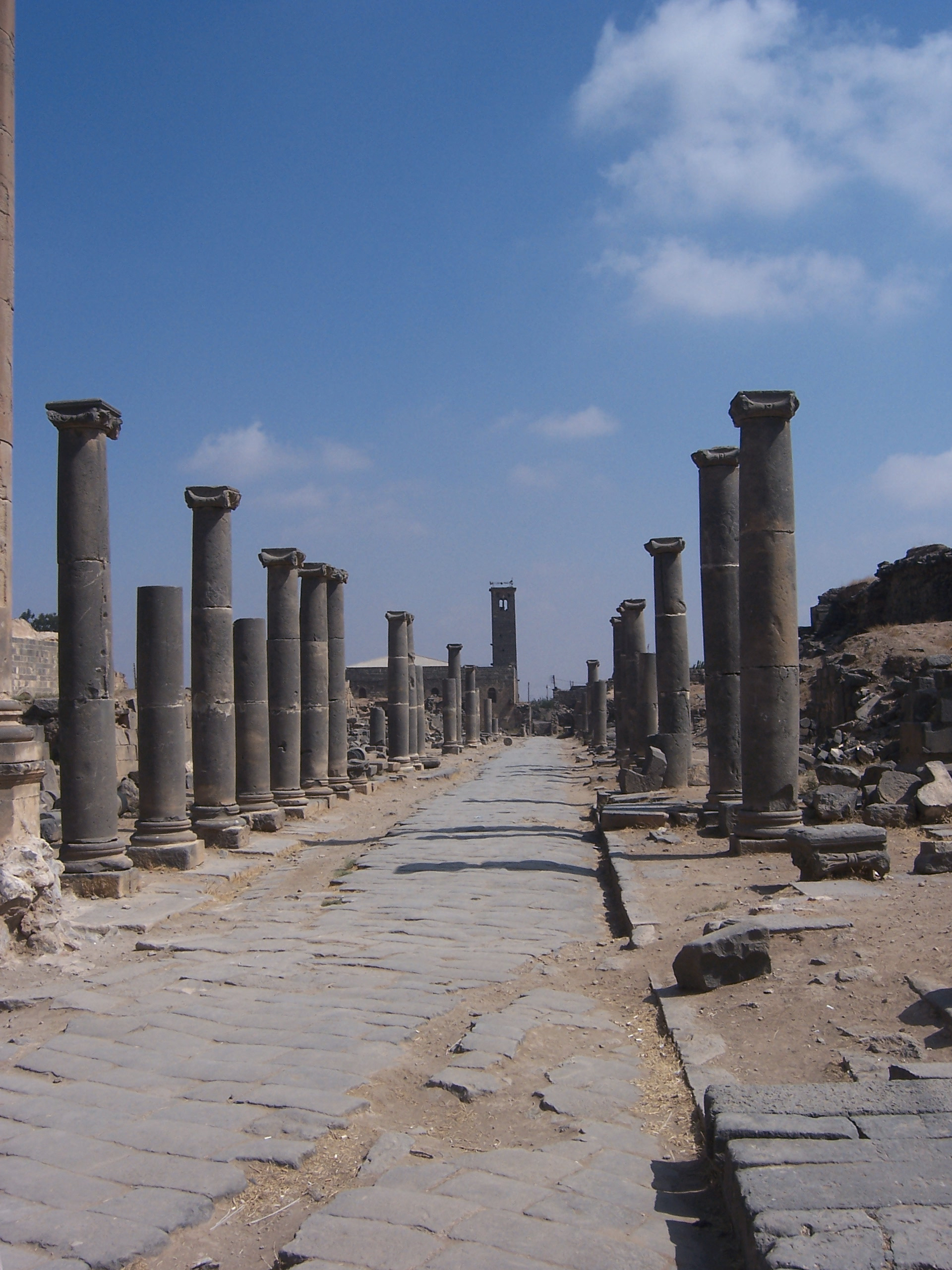
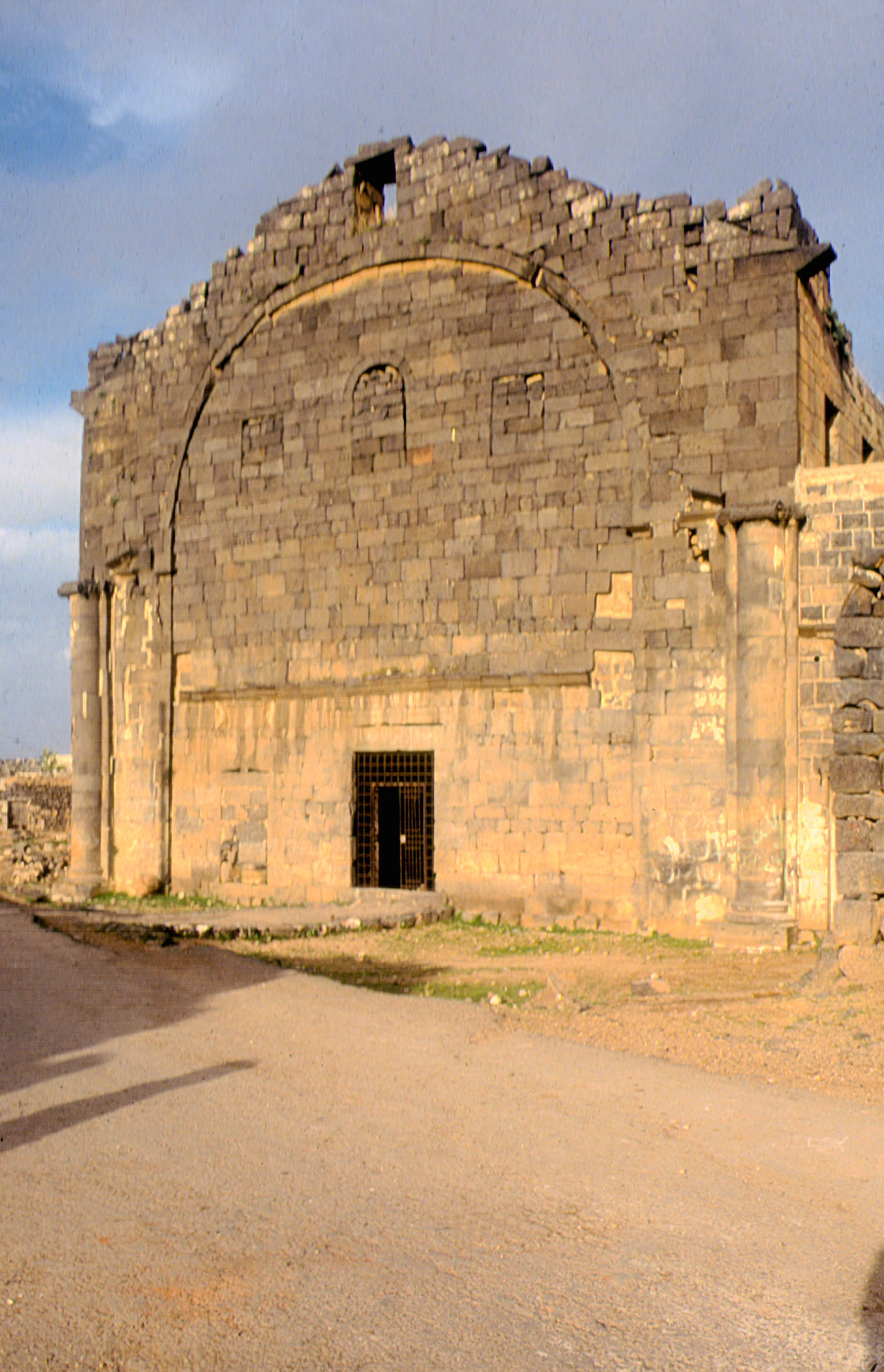
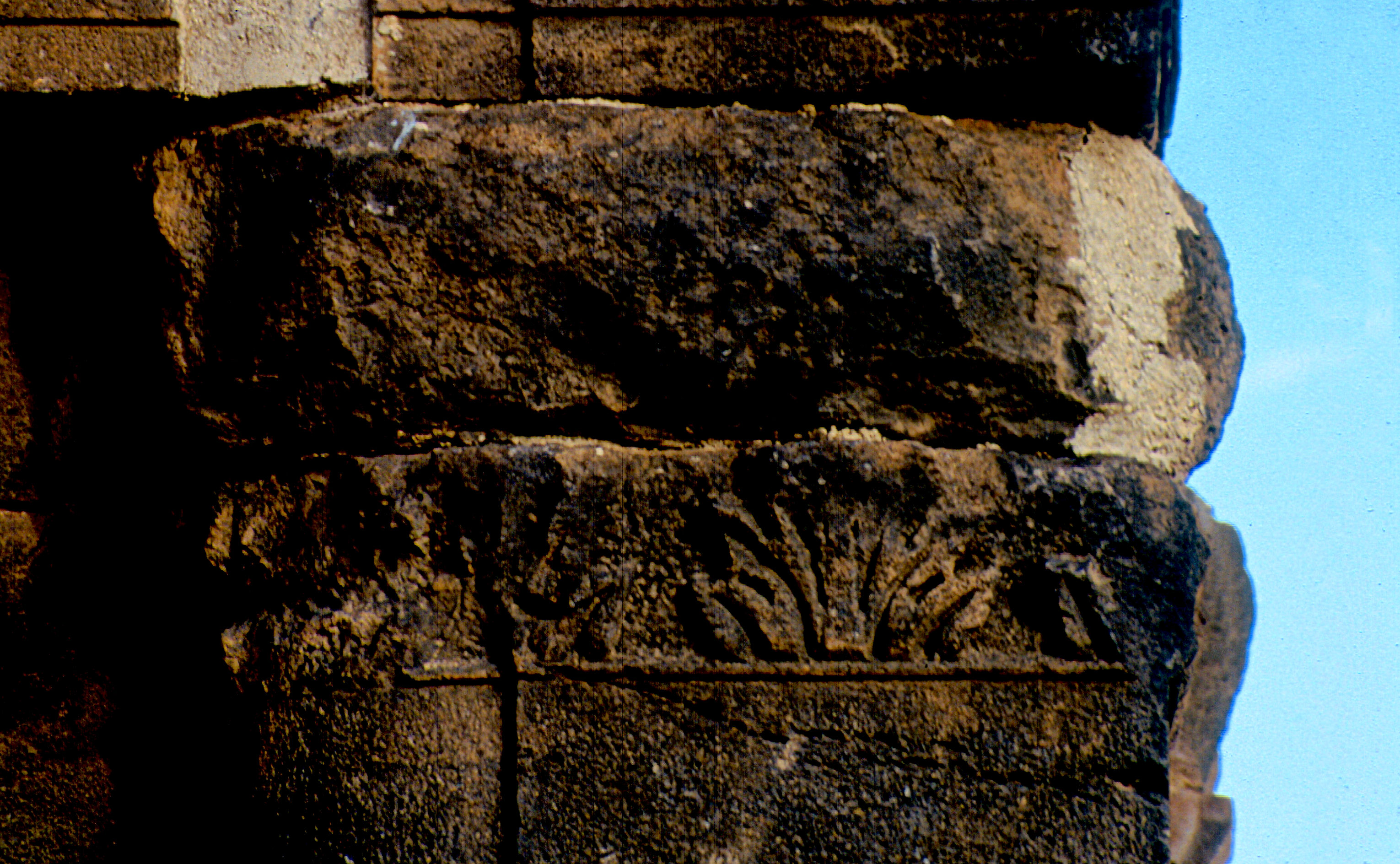
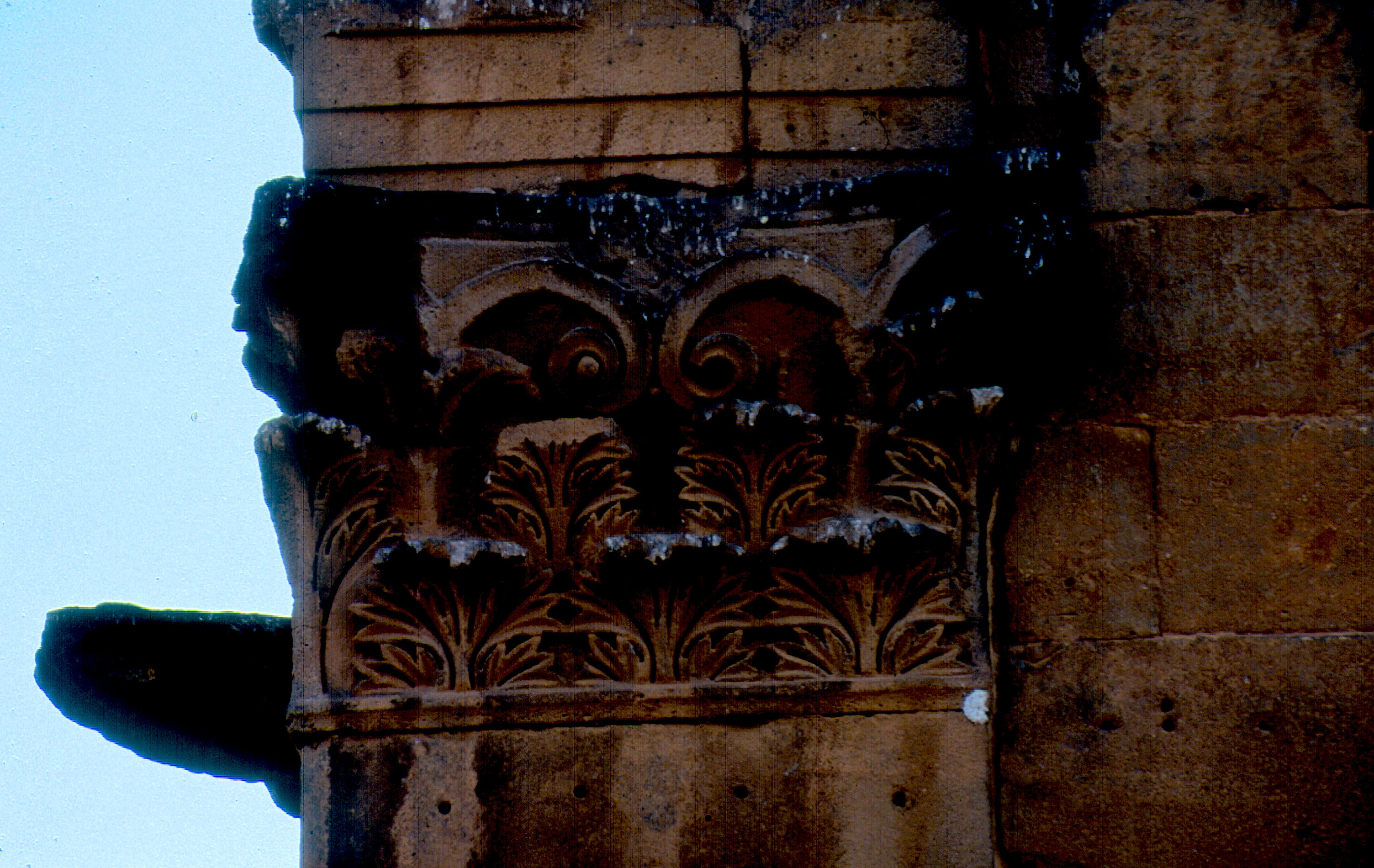
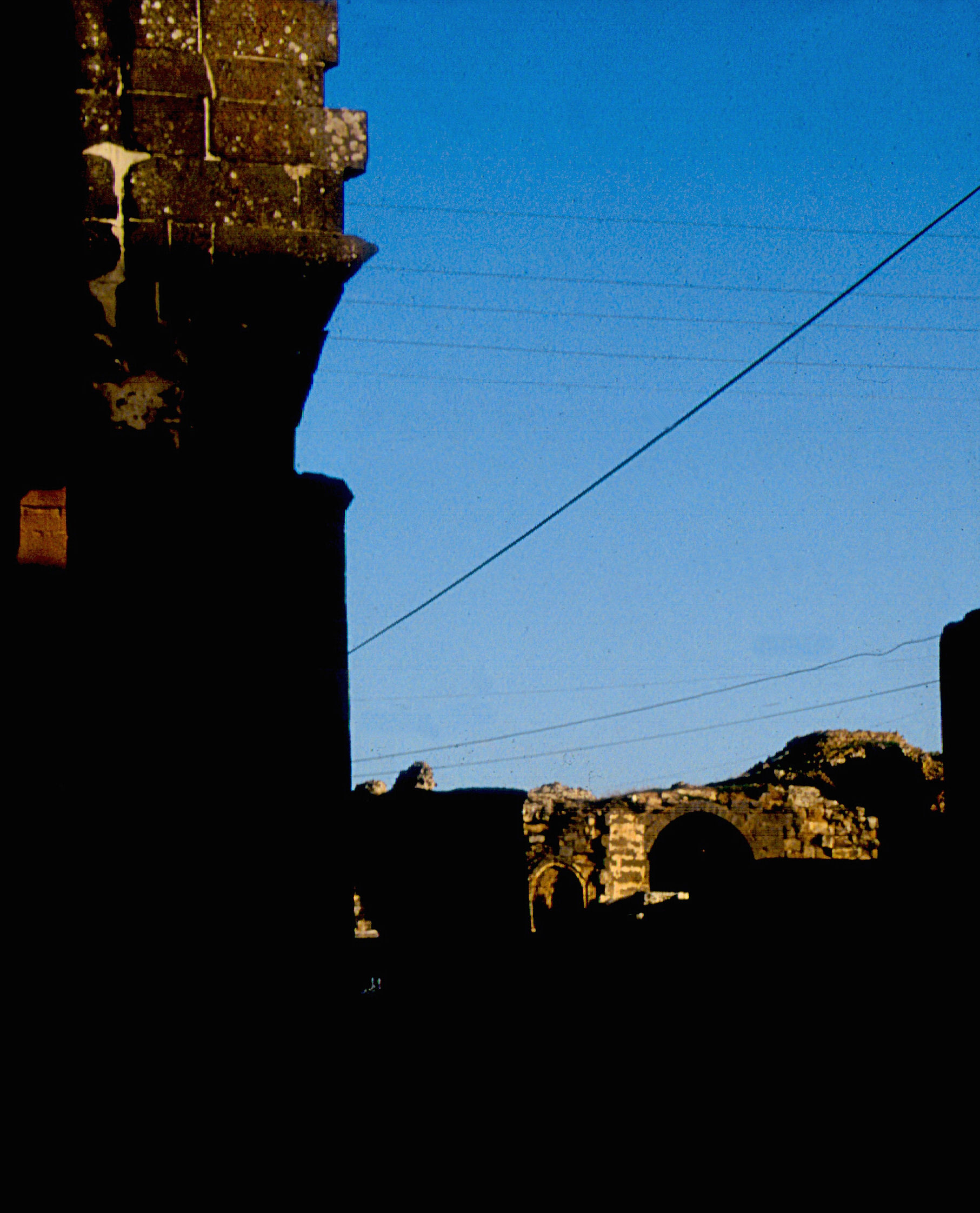
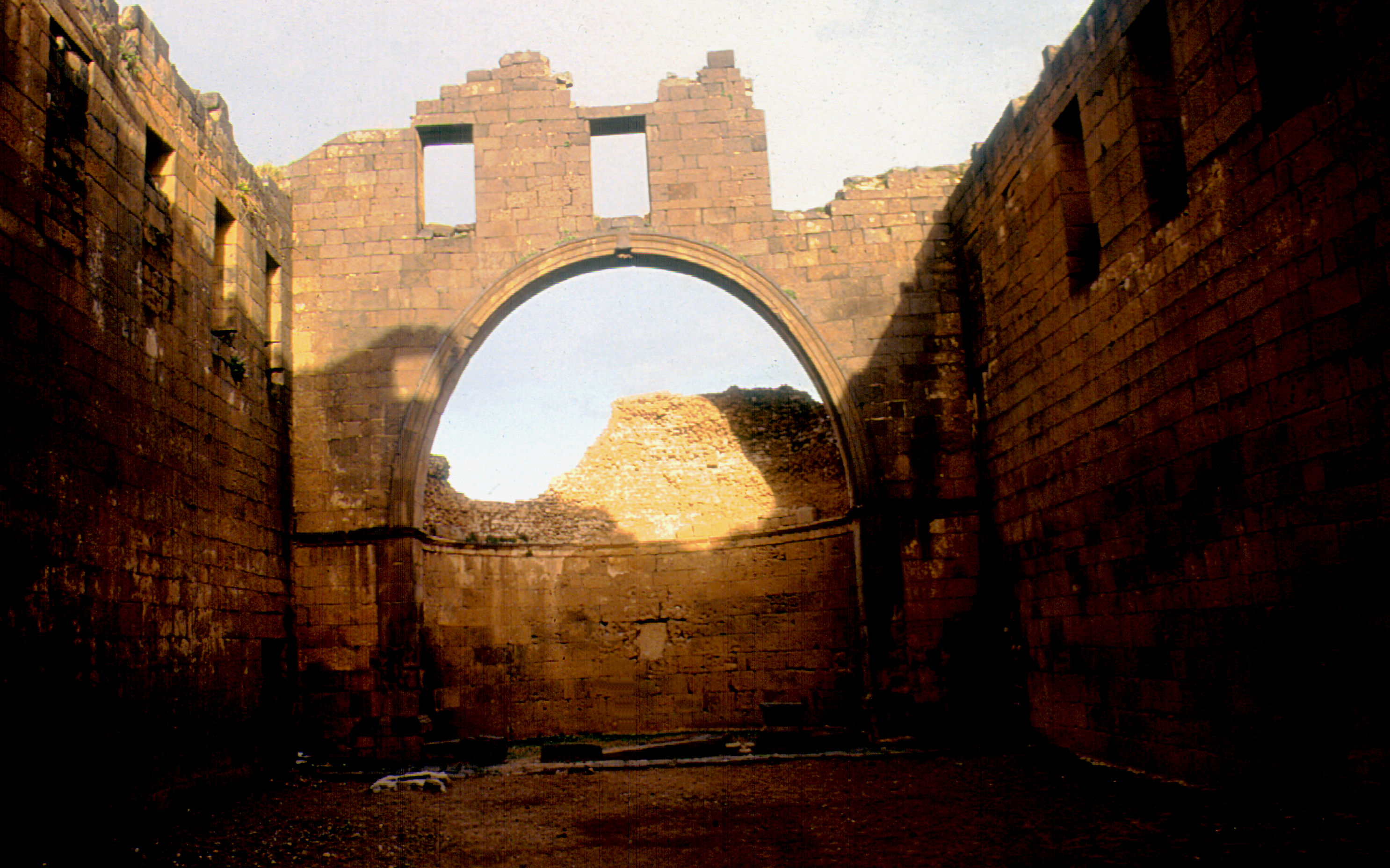
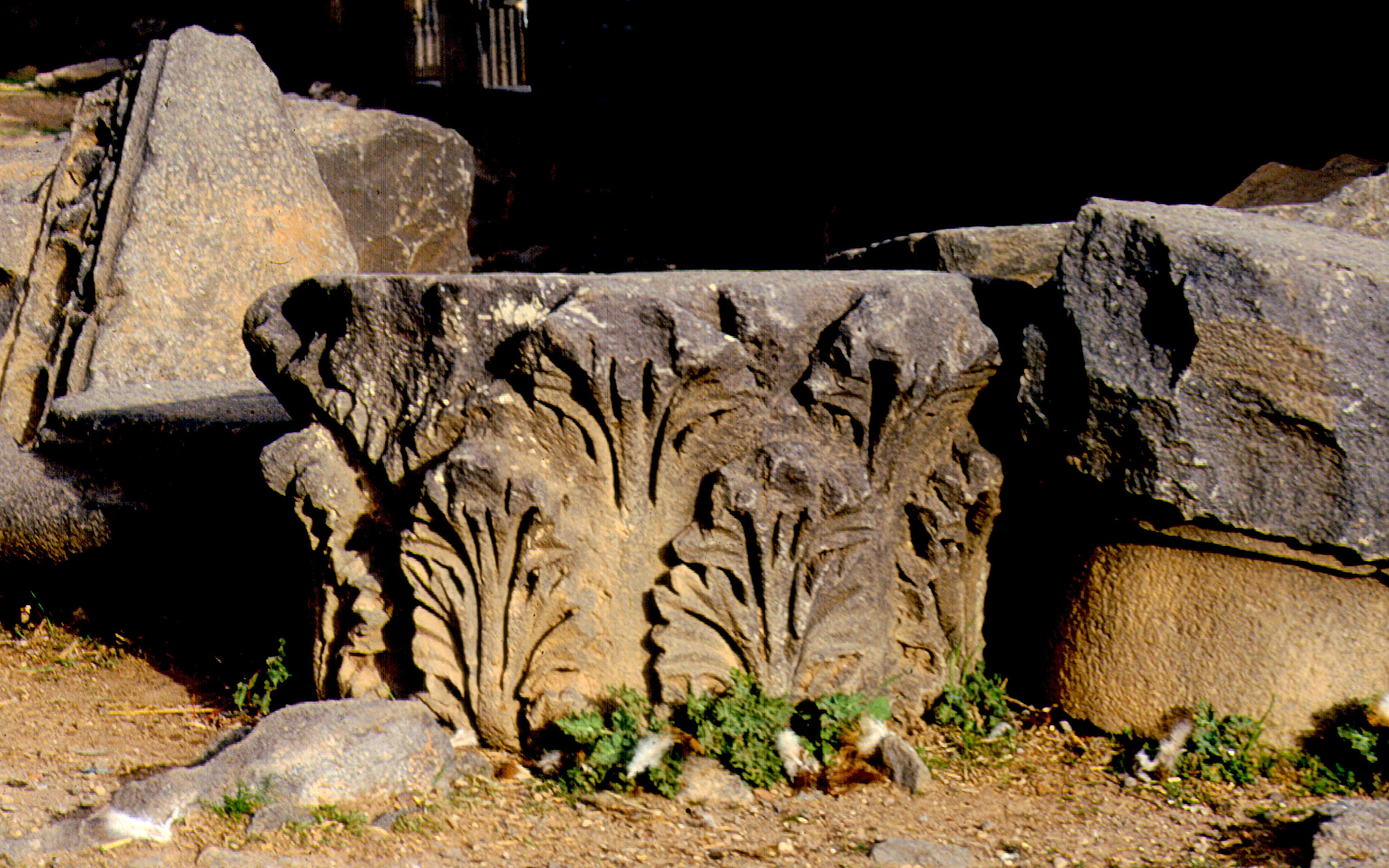
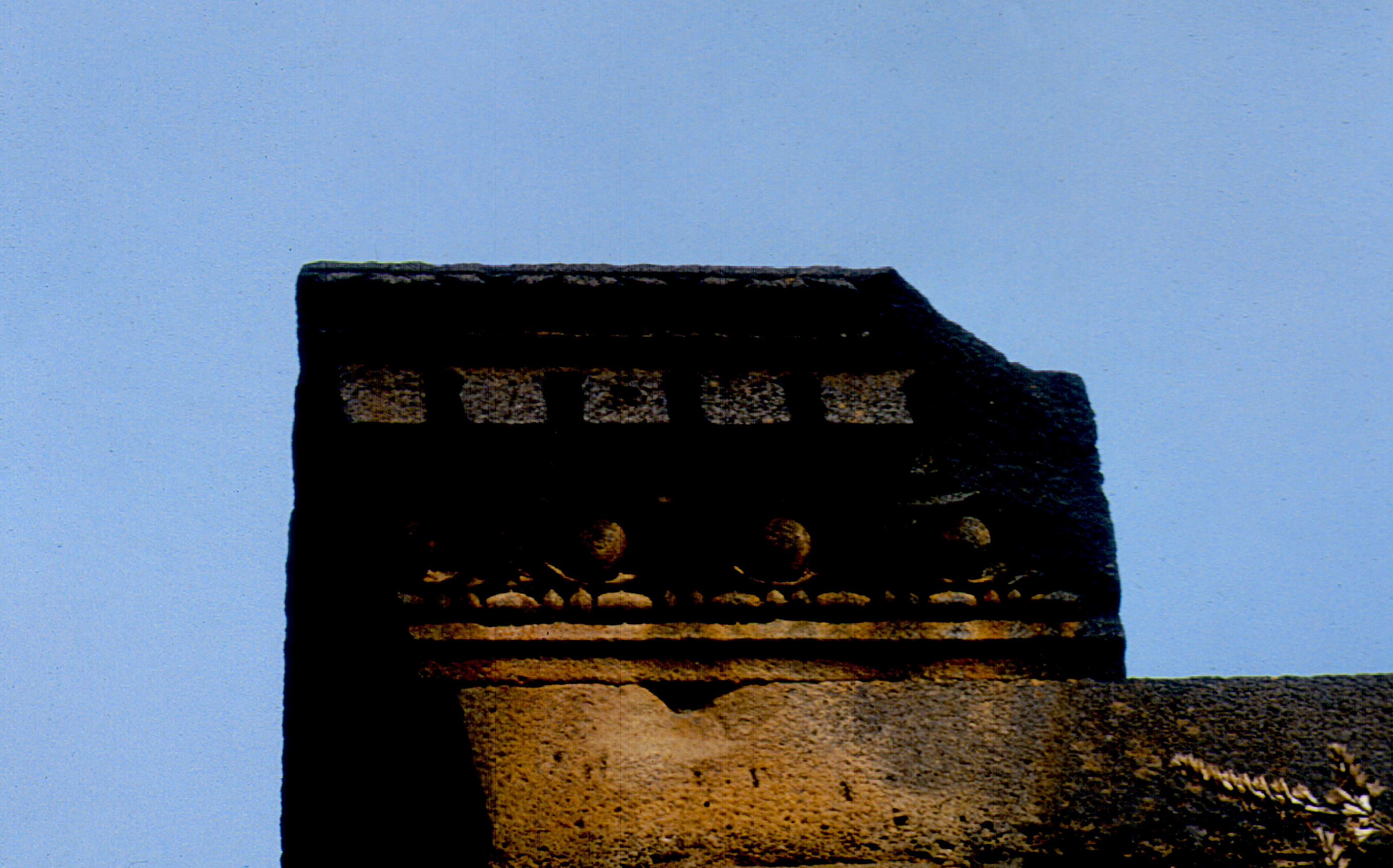
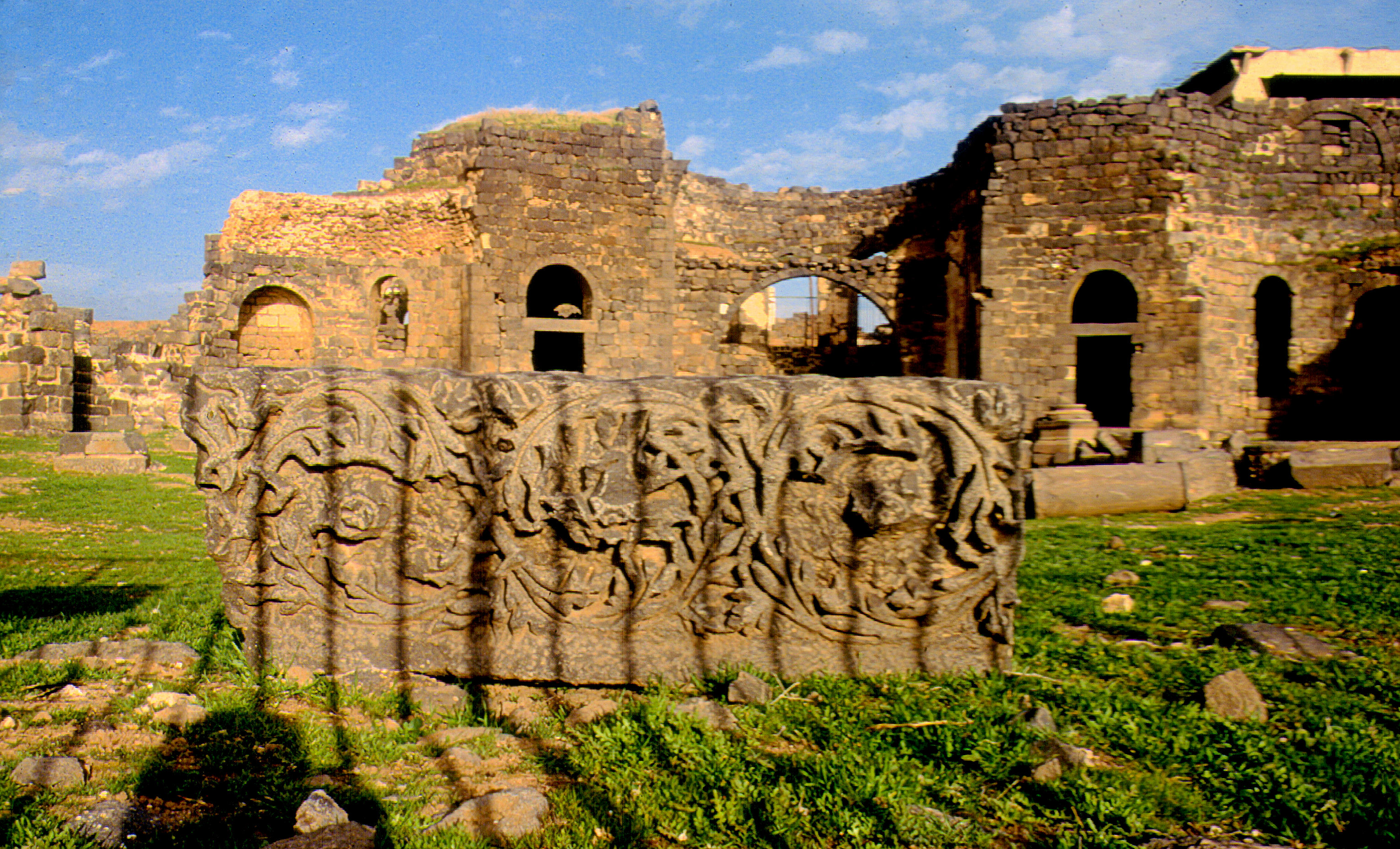
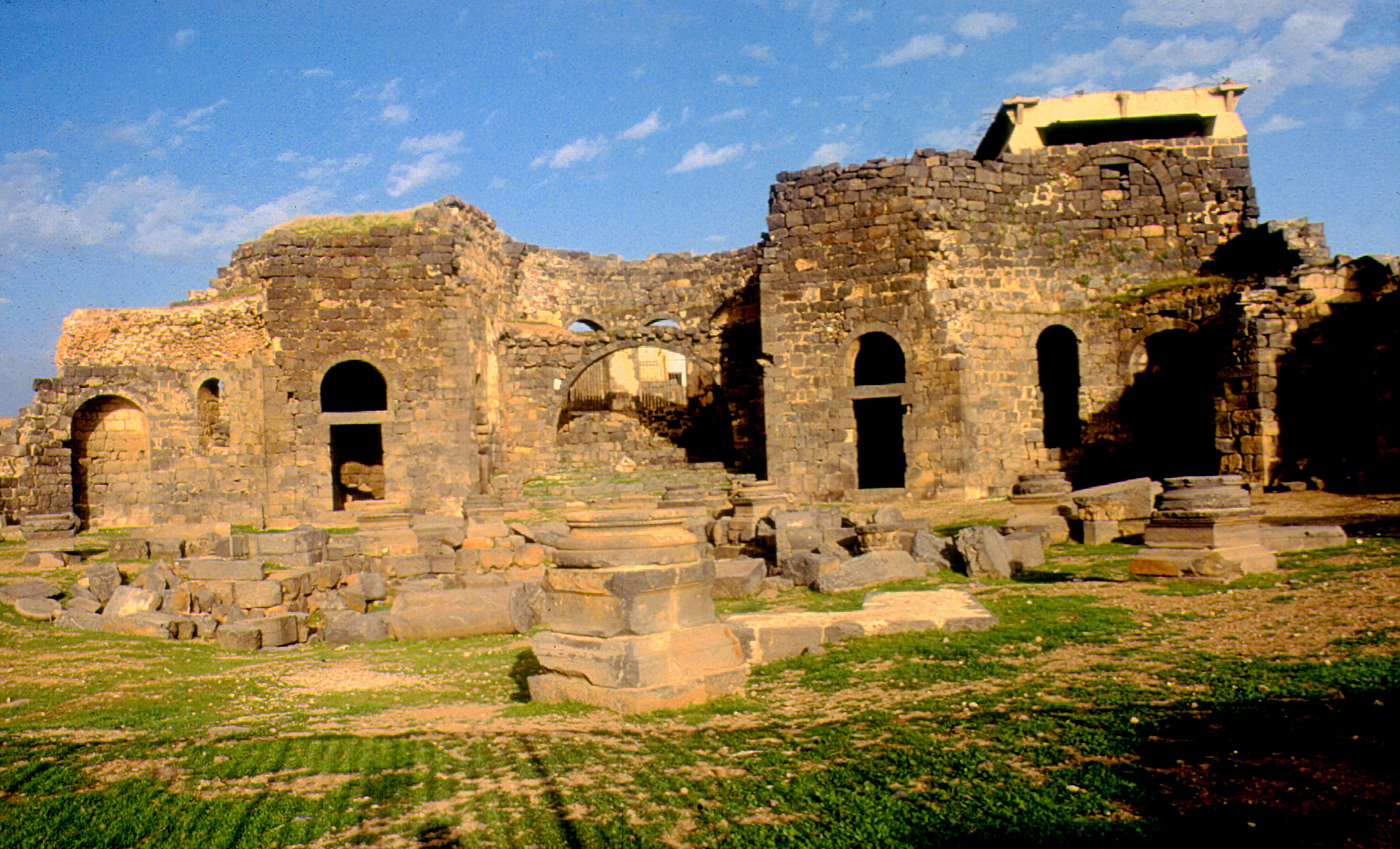
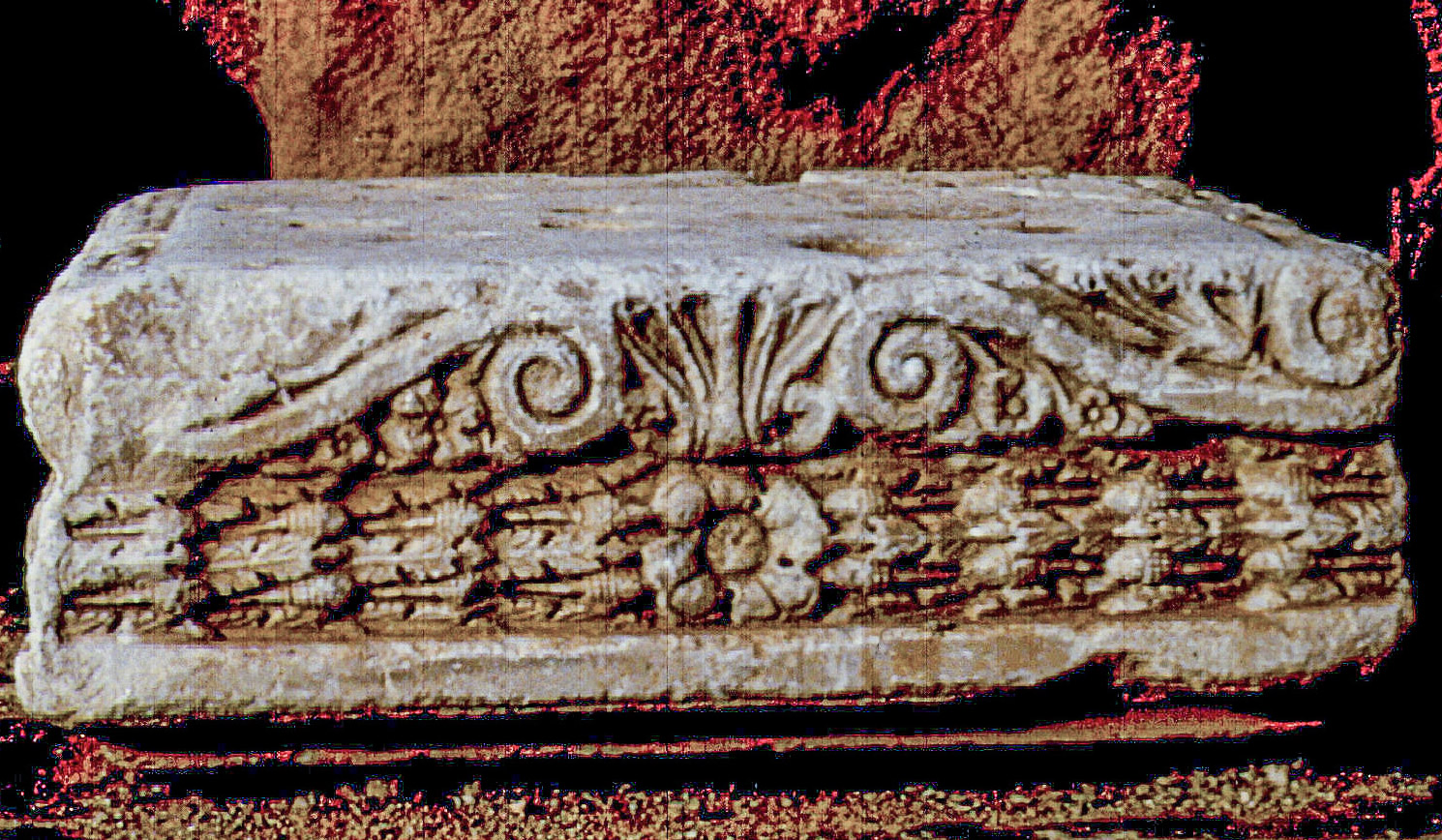
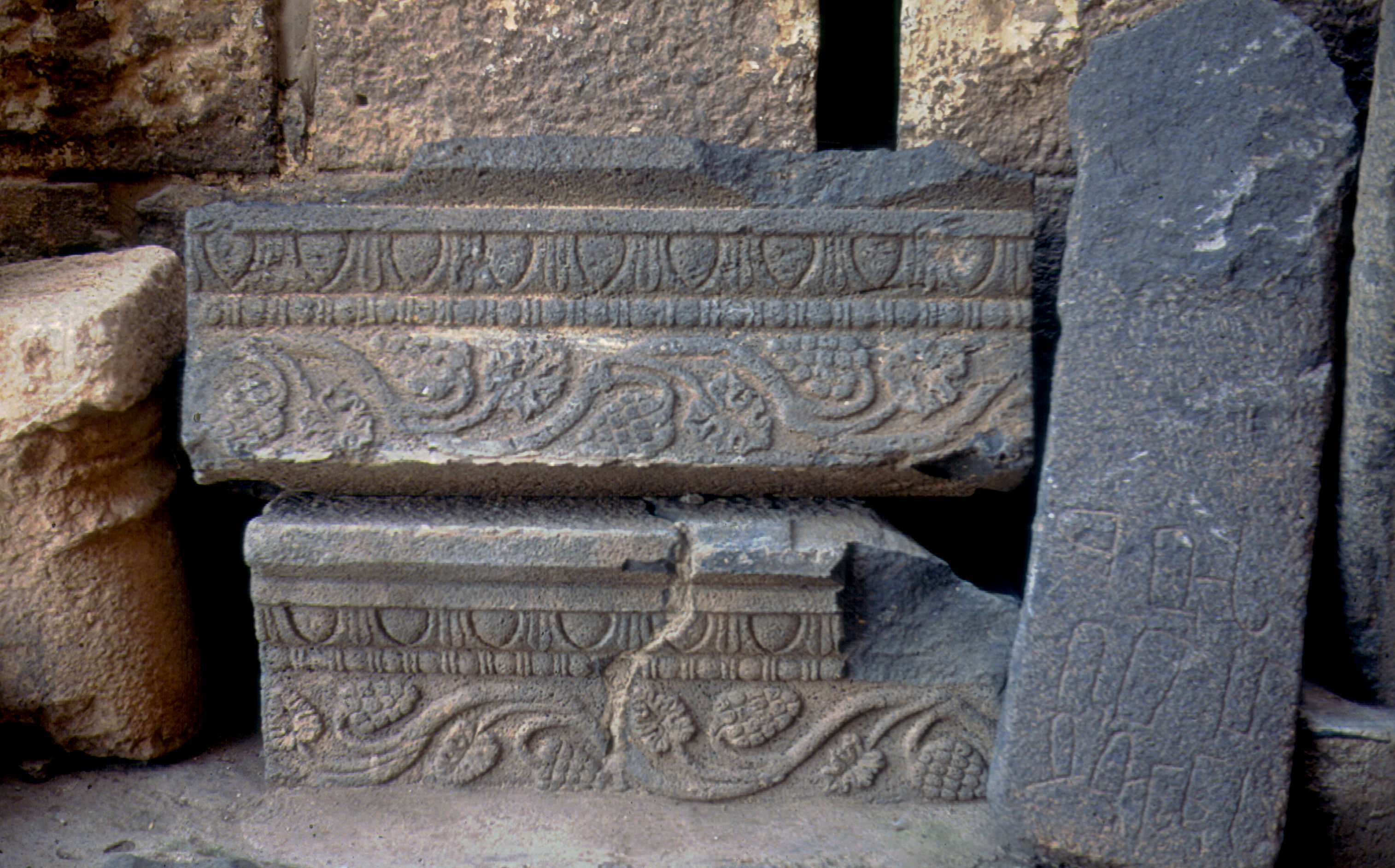
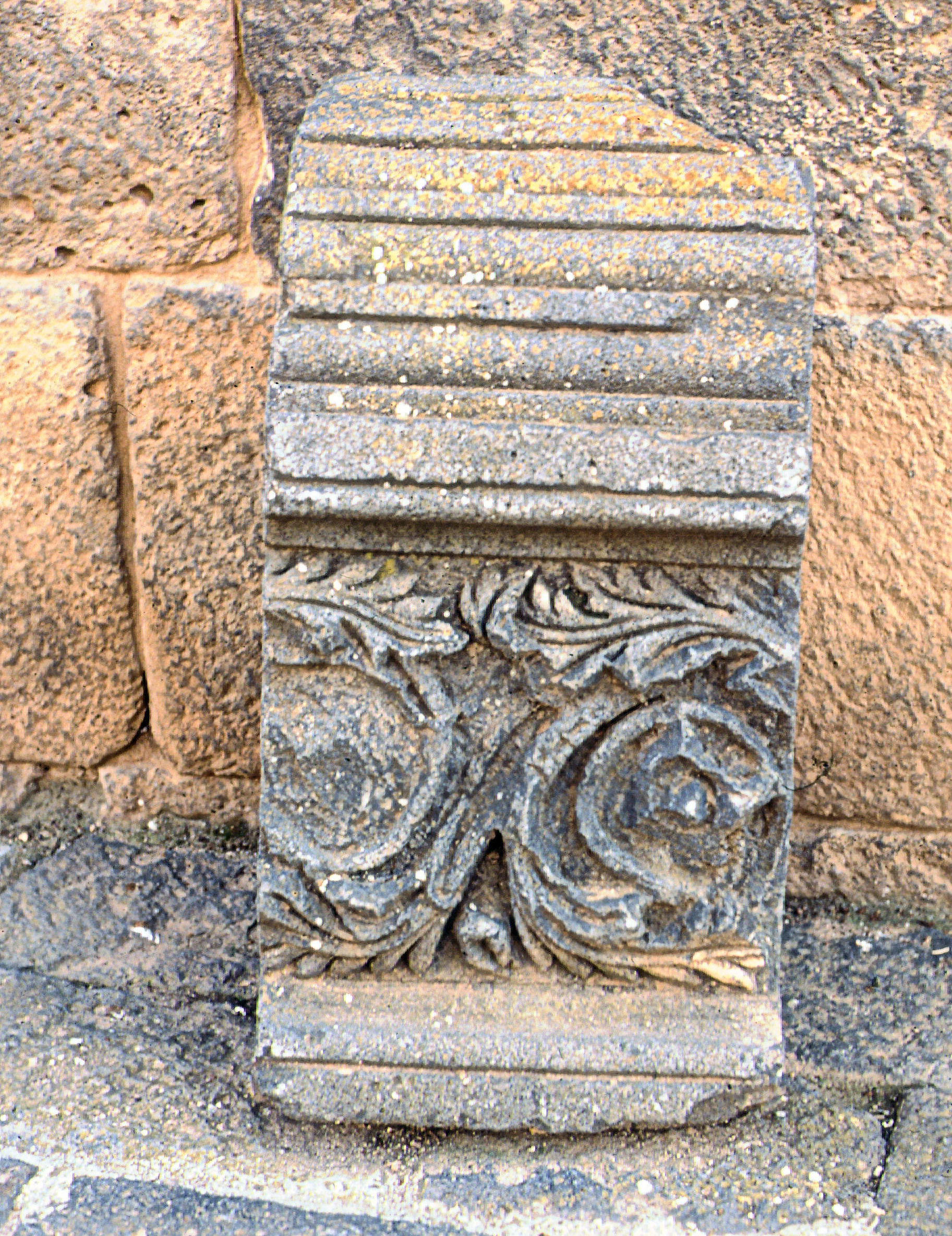
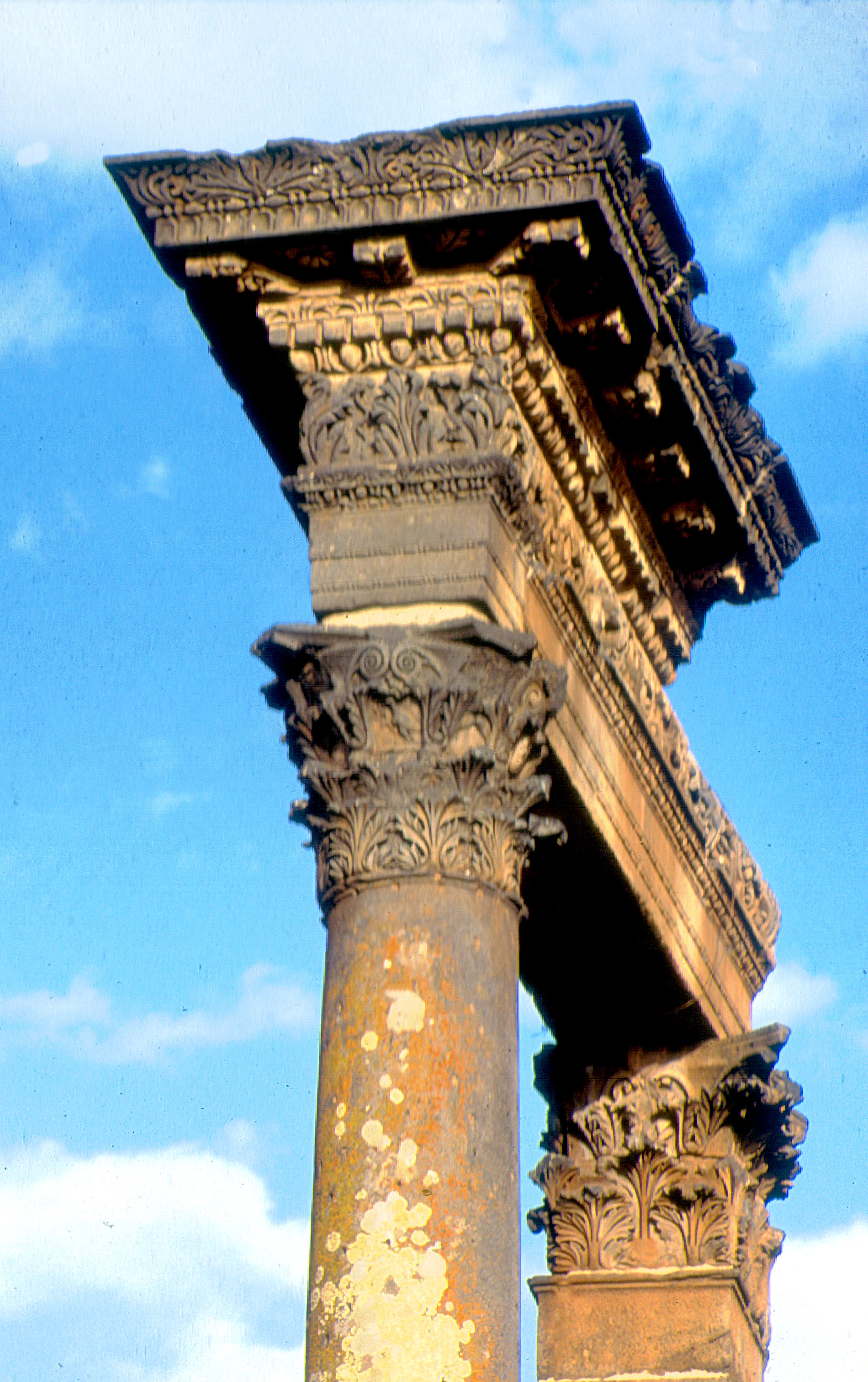
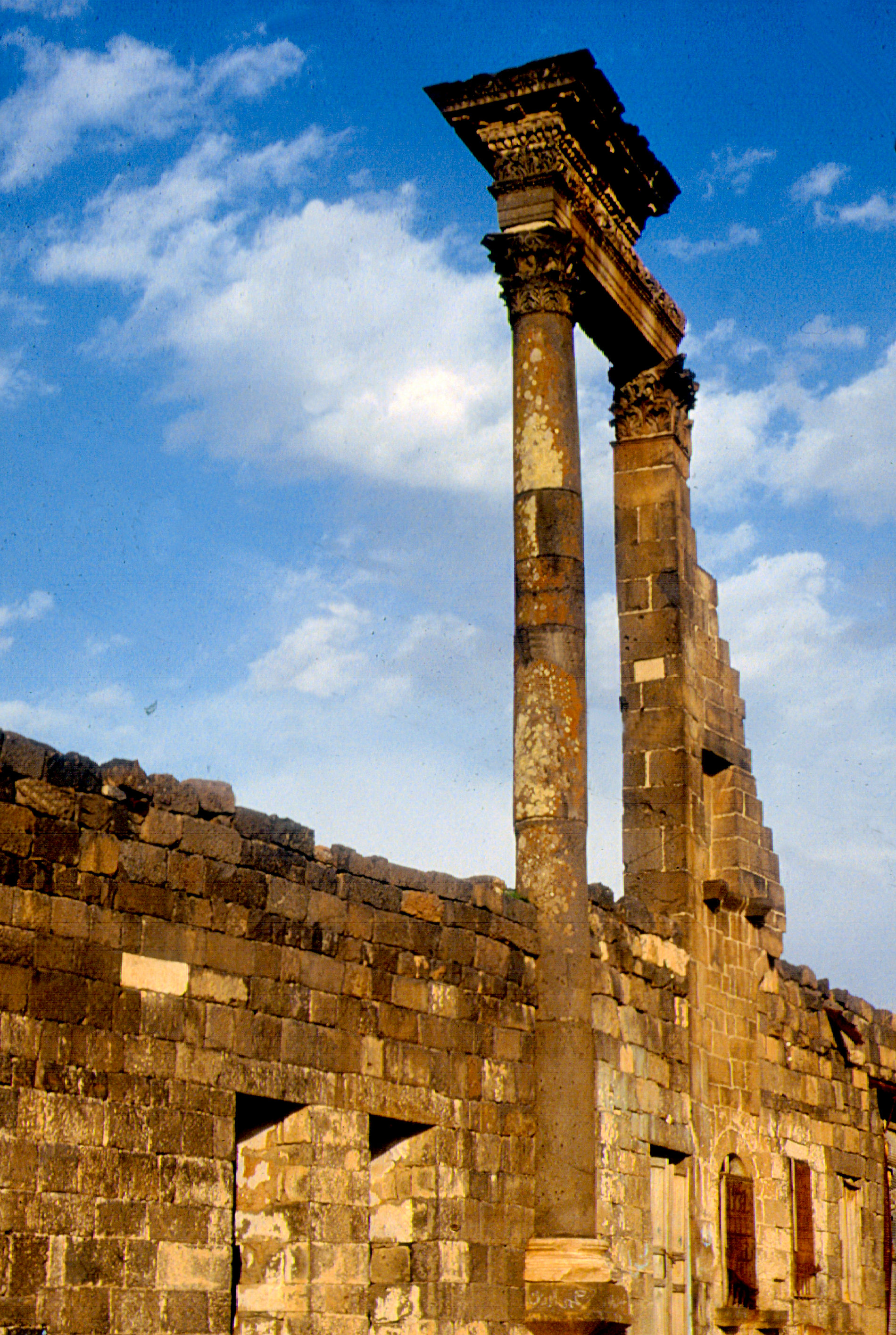
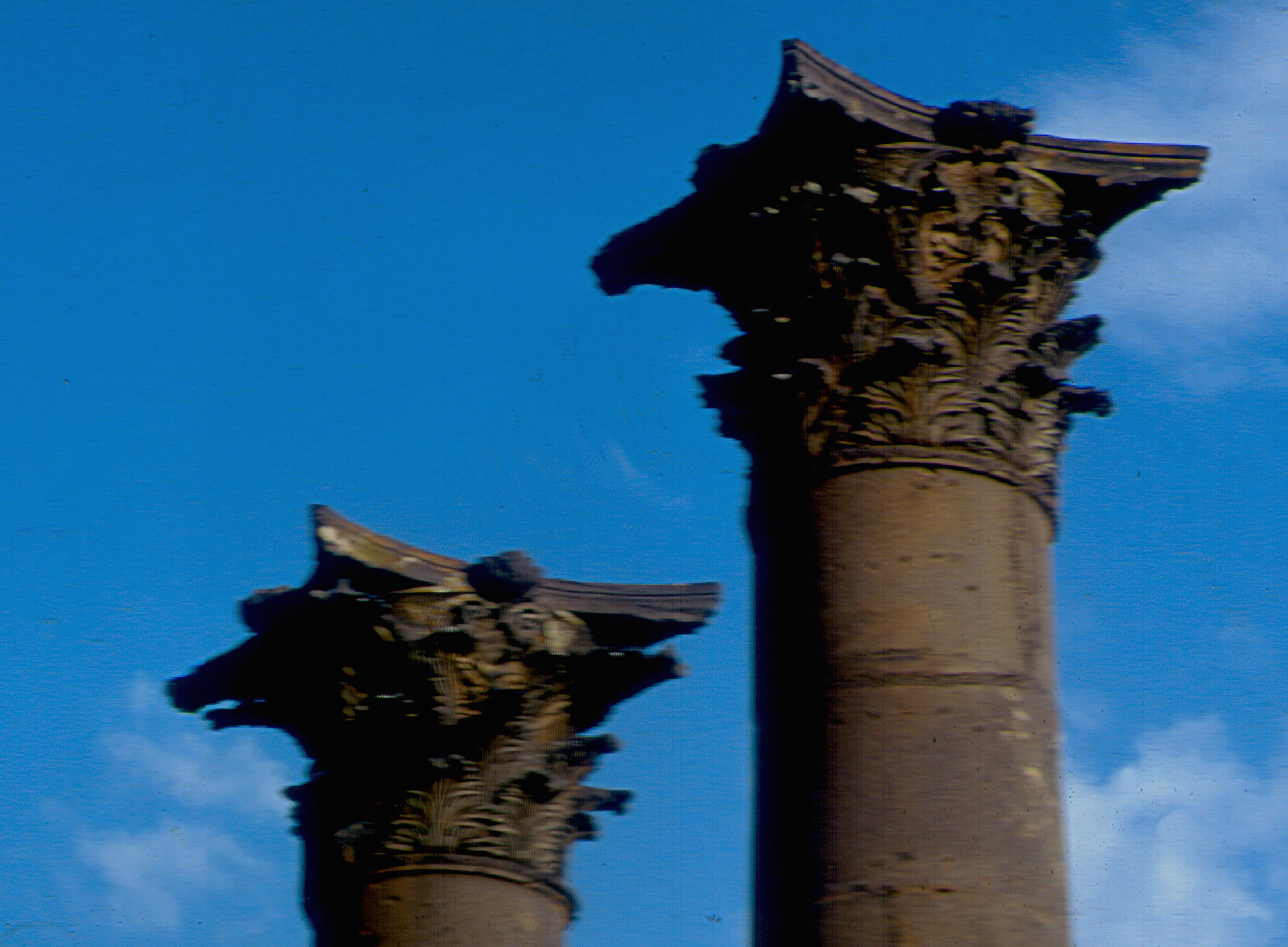
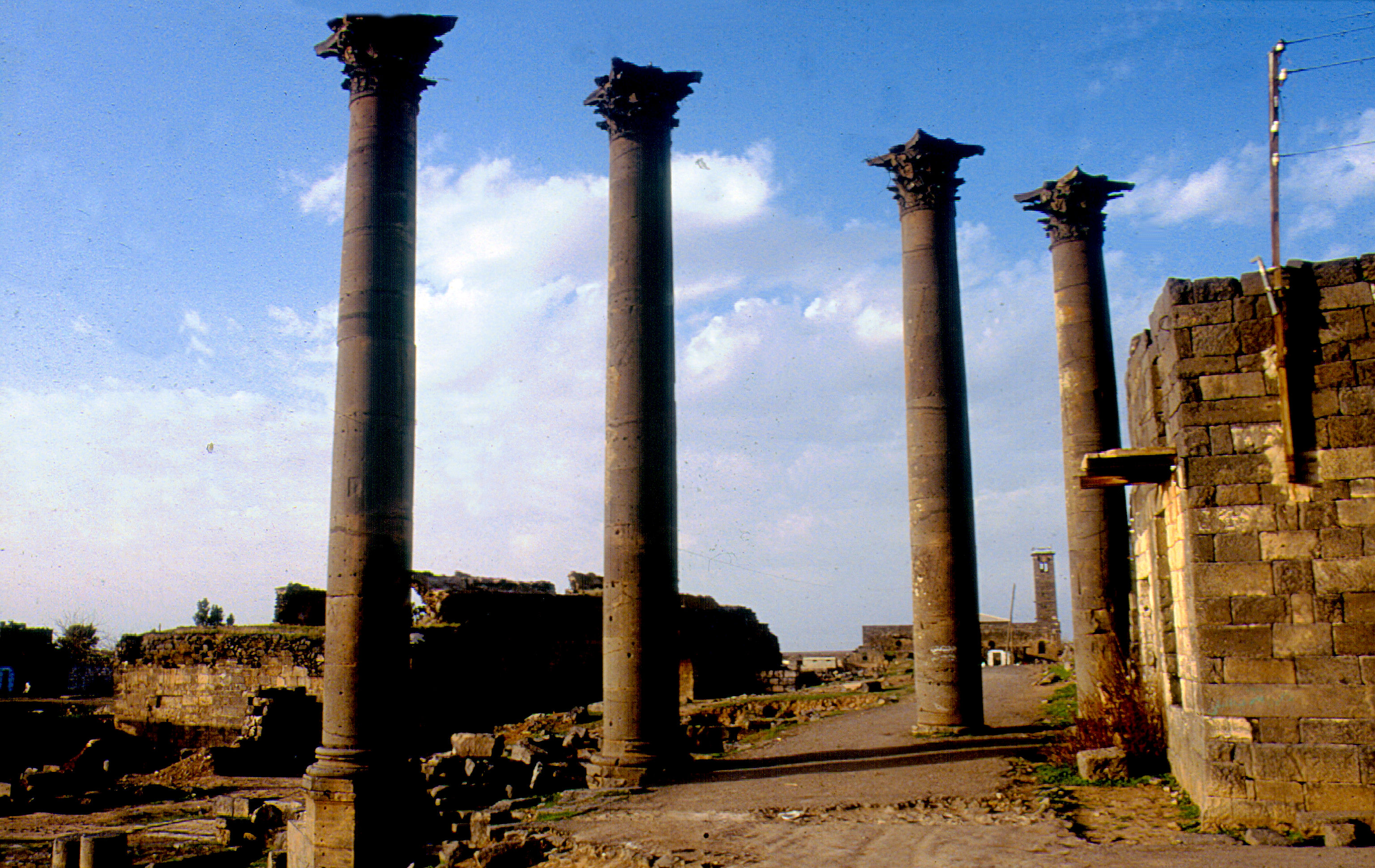
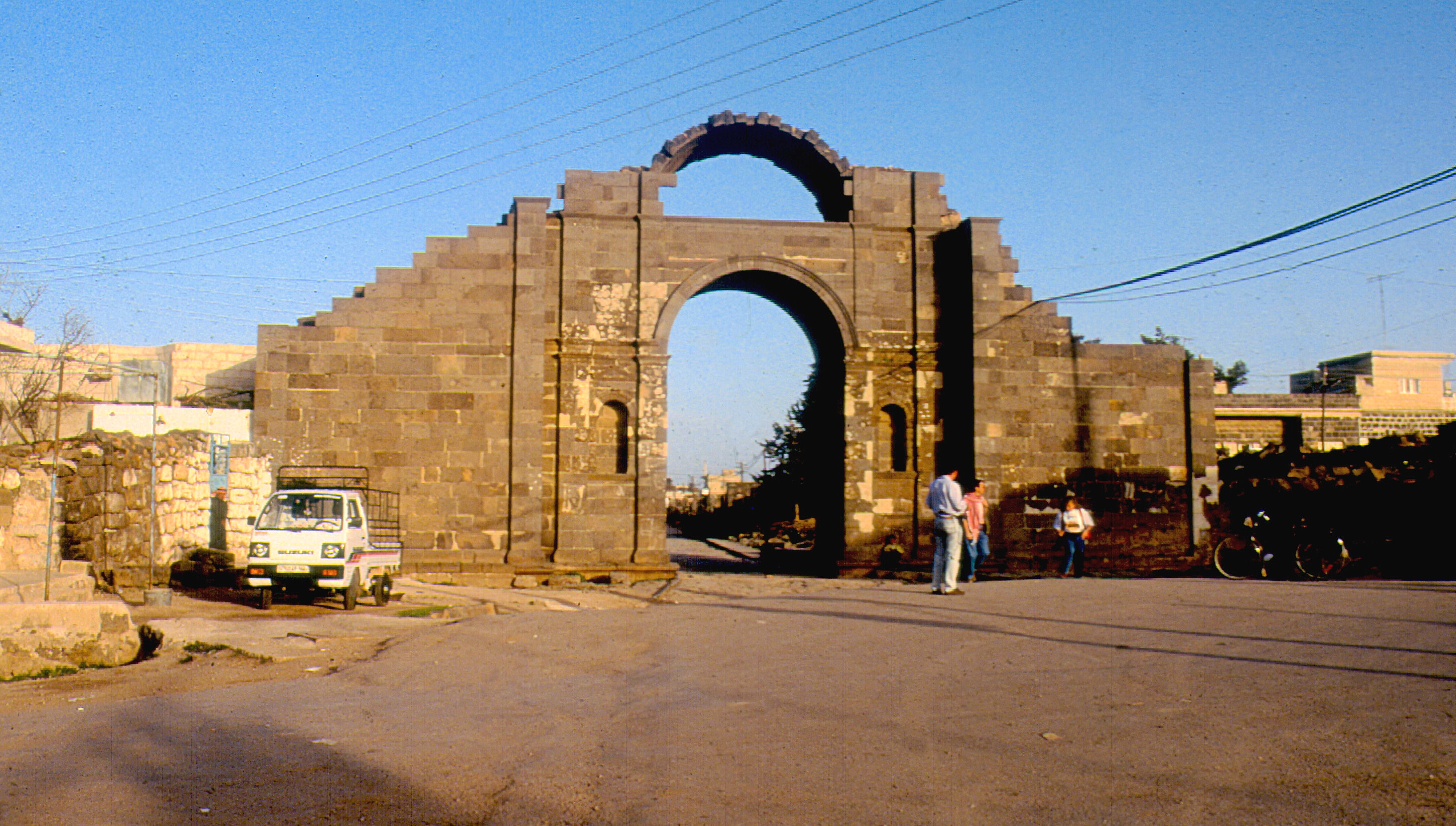
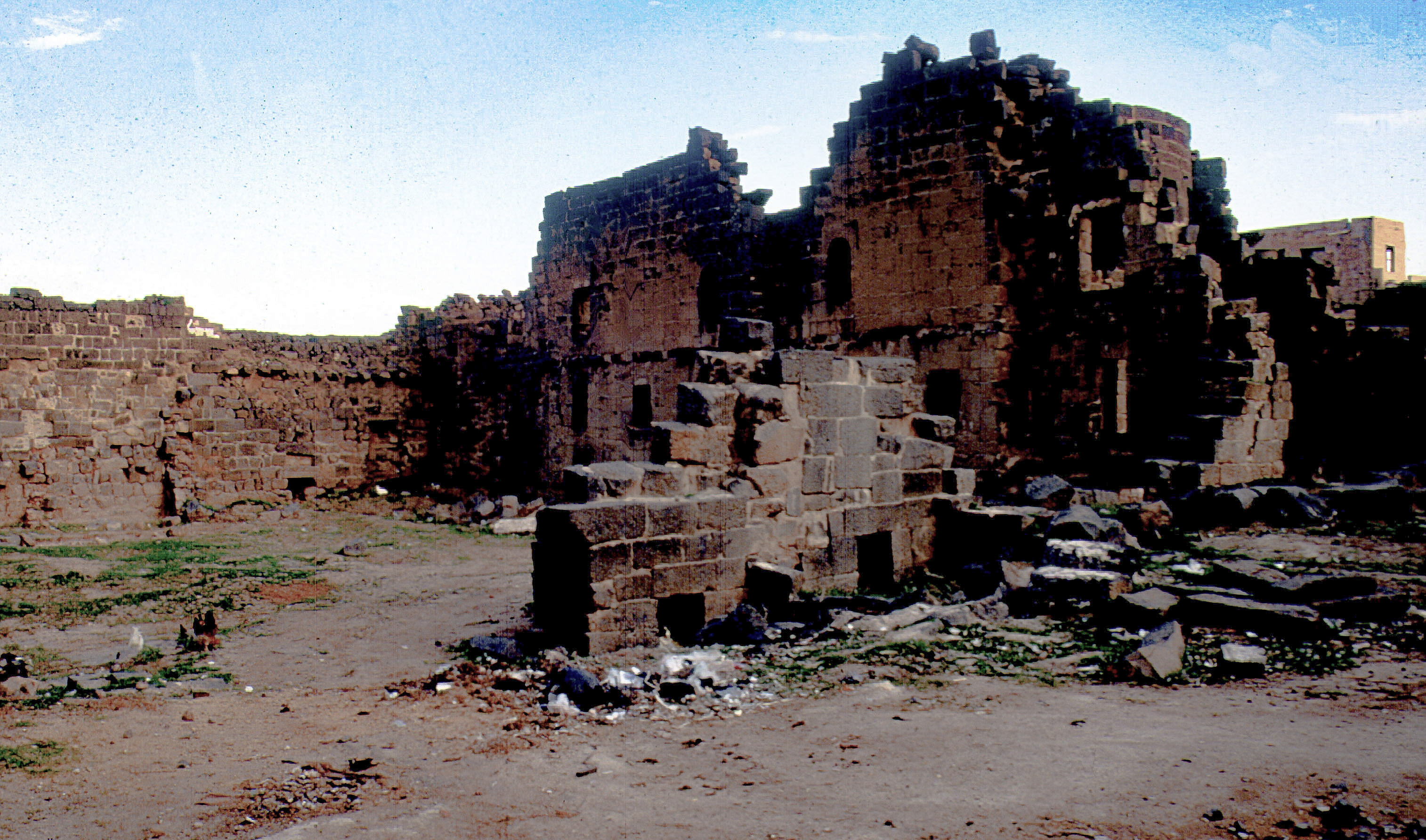
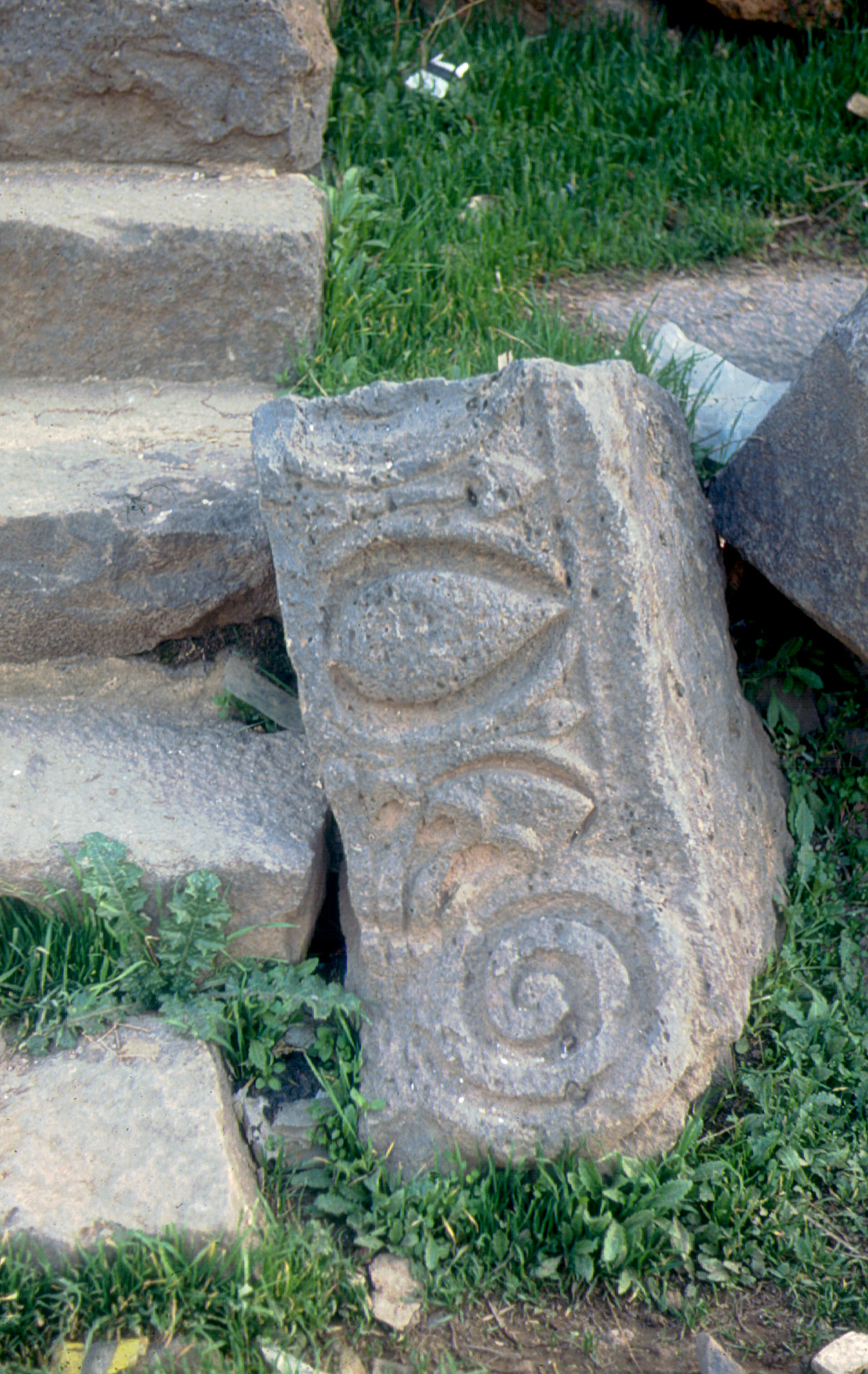
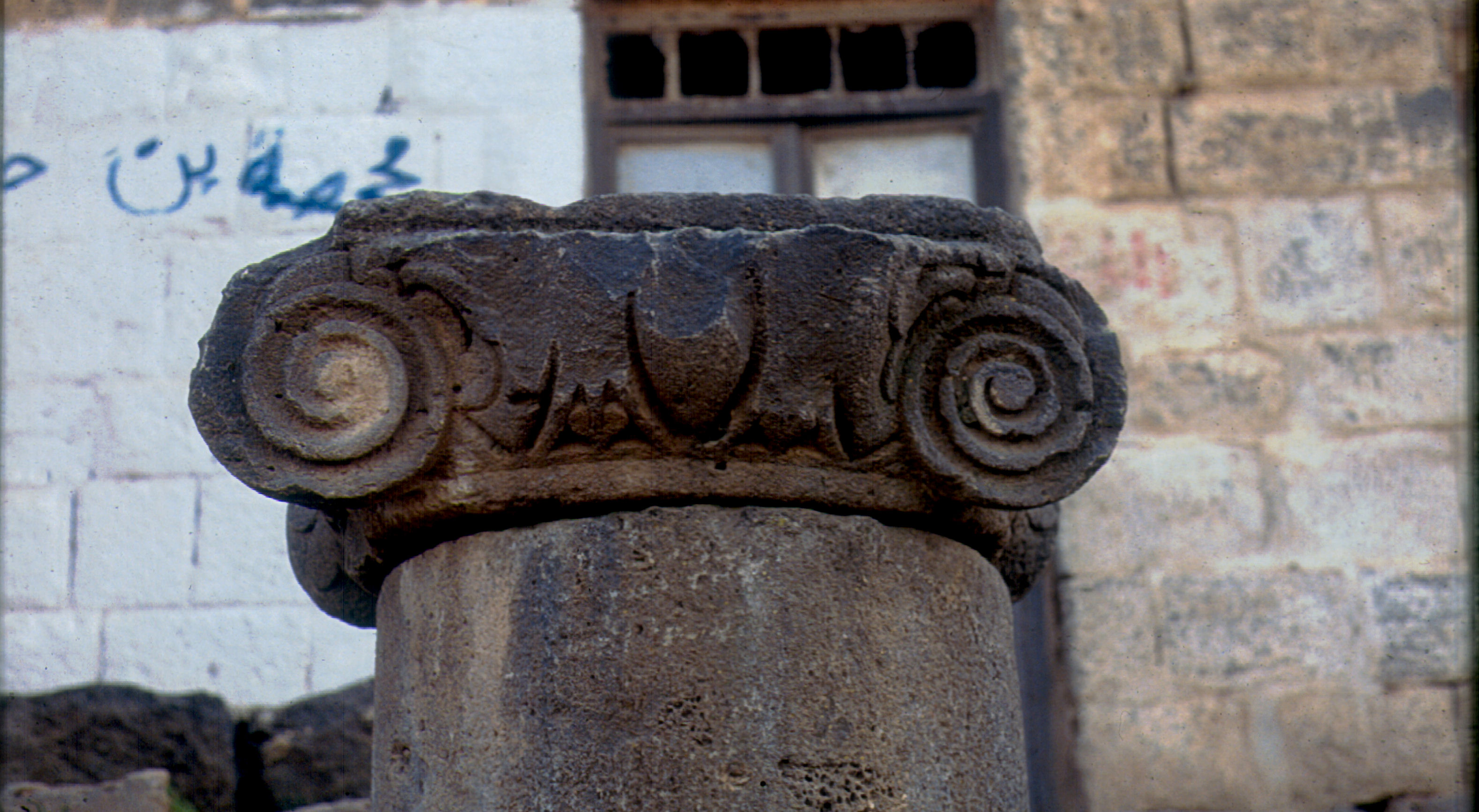
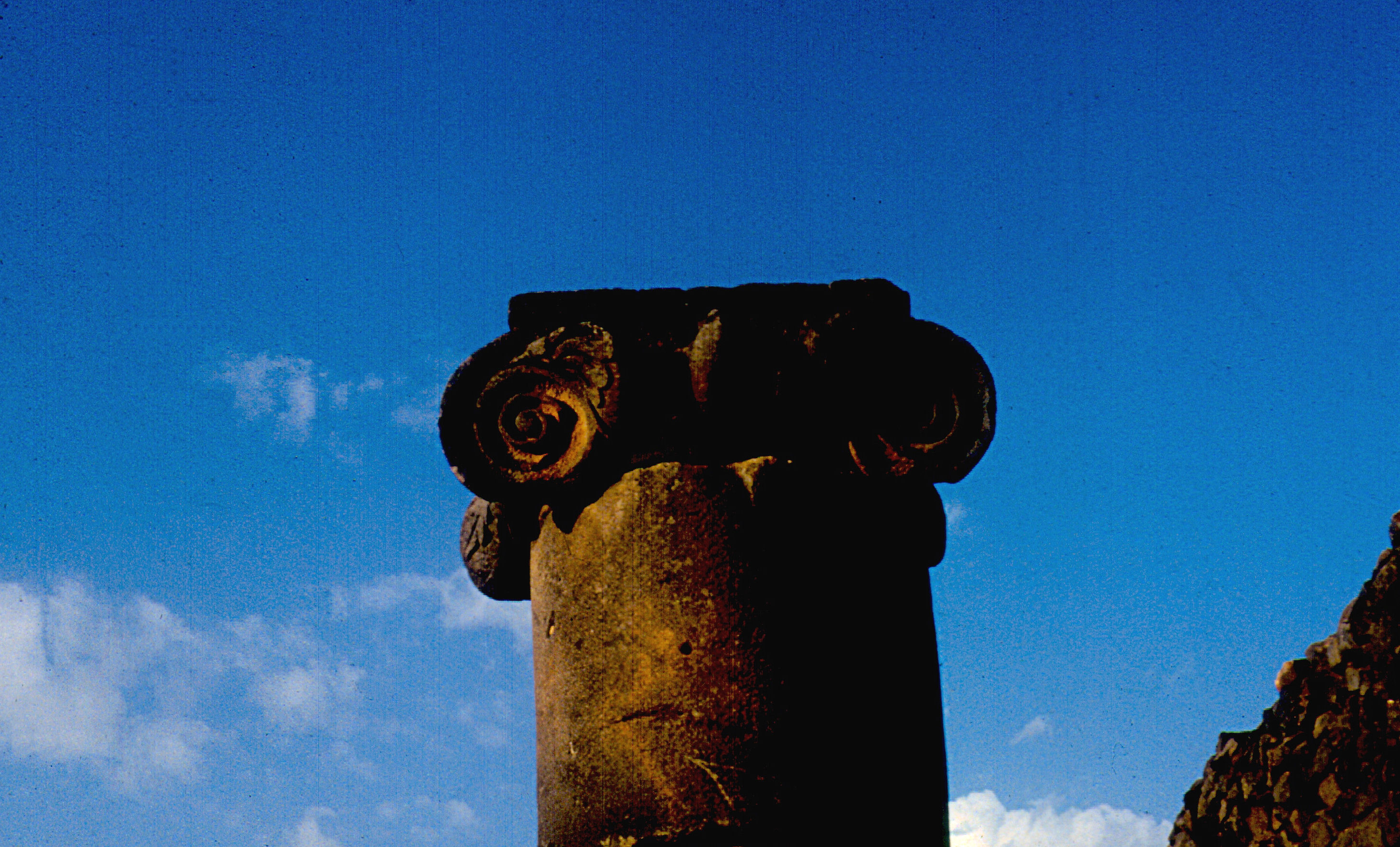
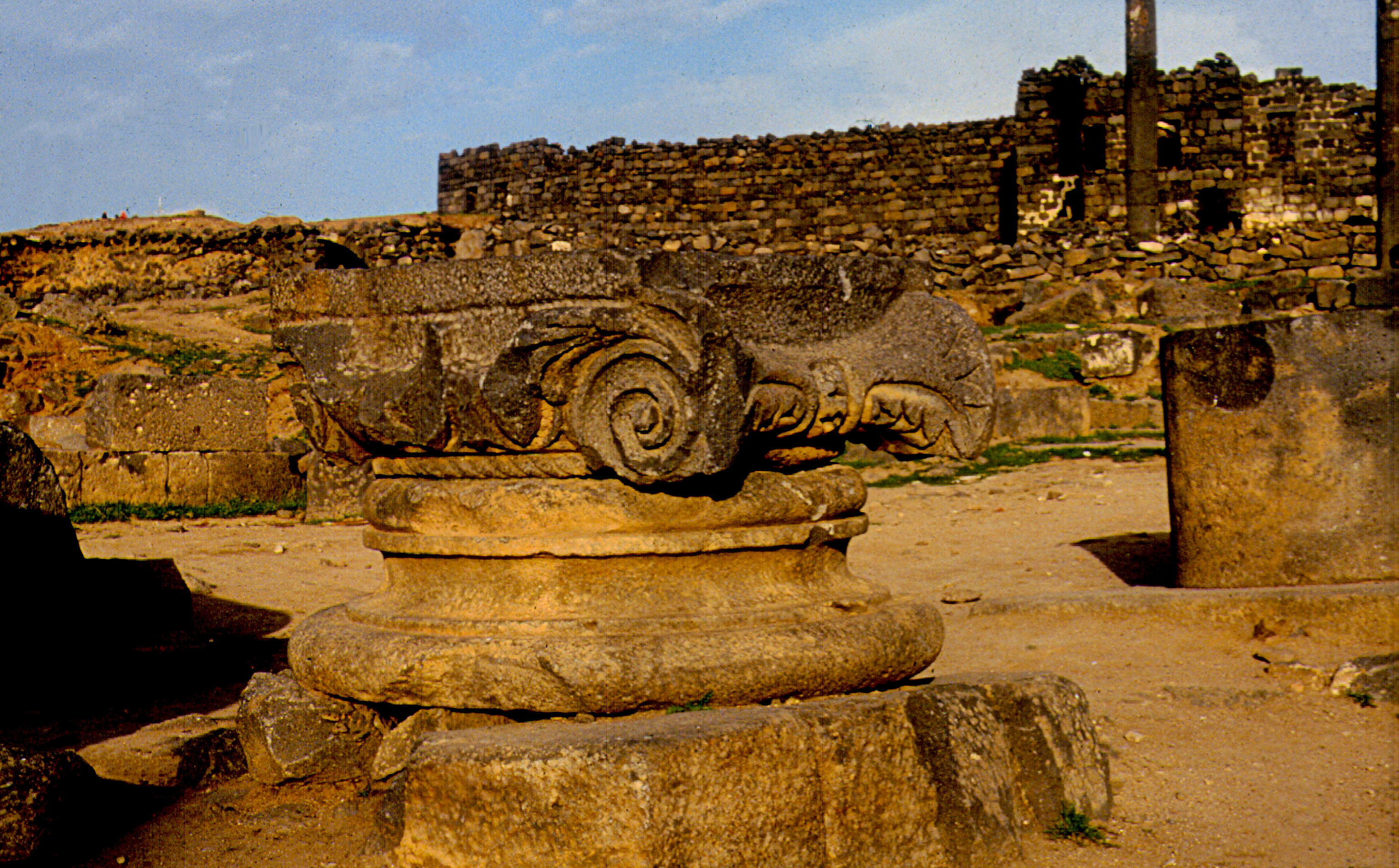
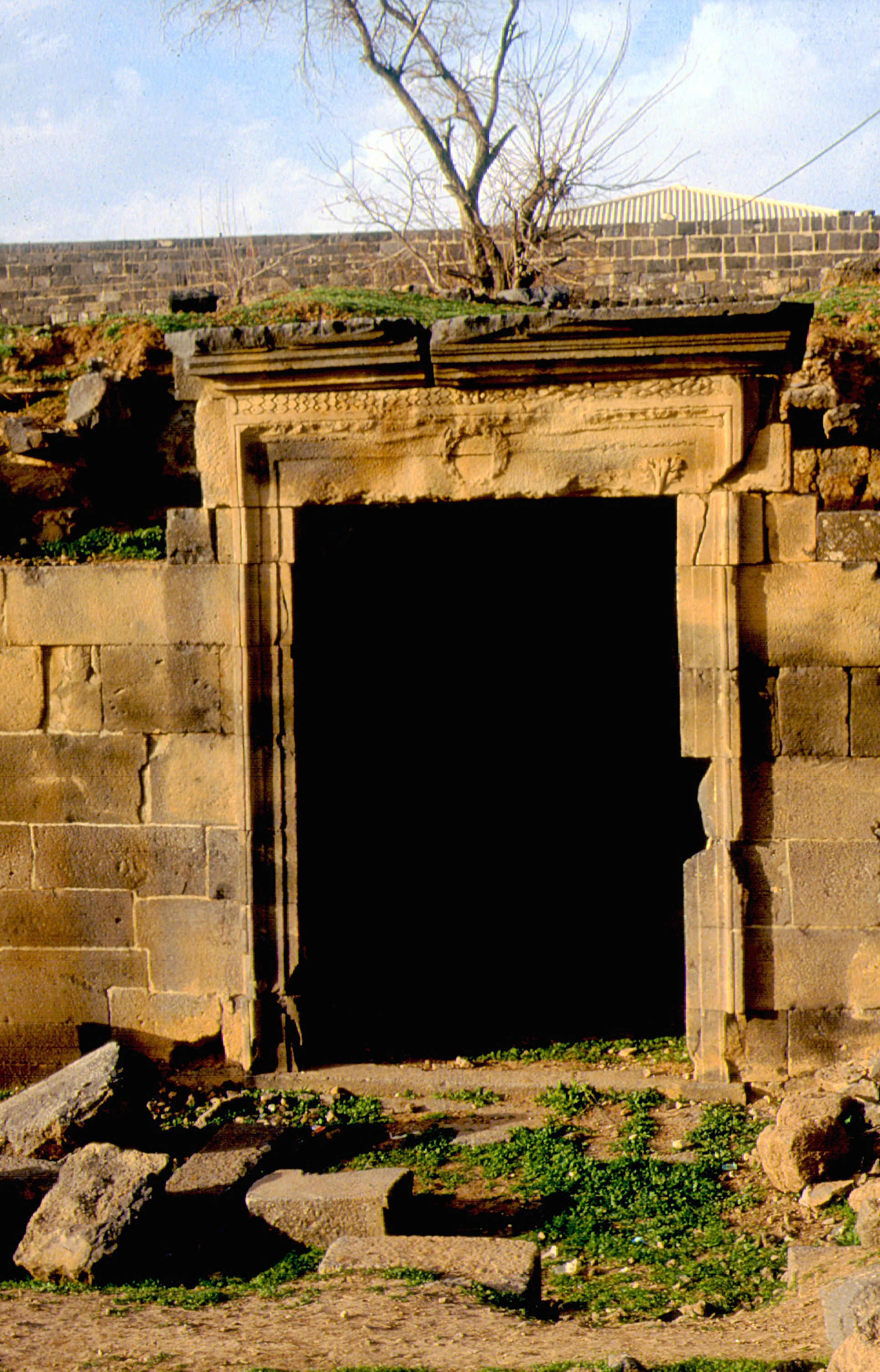